# Cittadella di Bastia

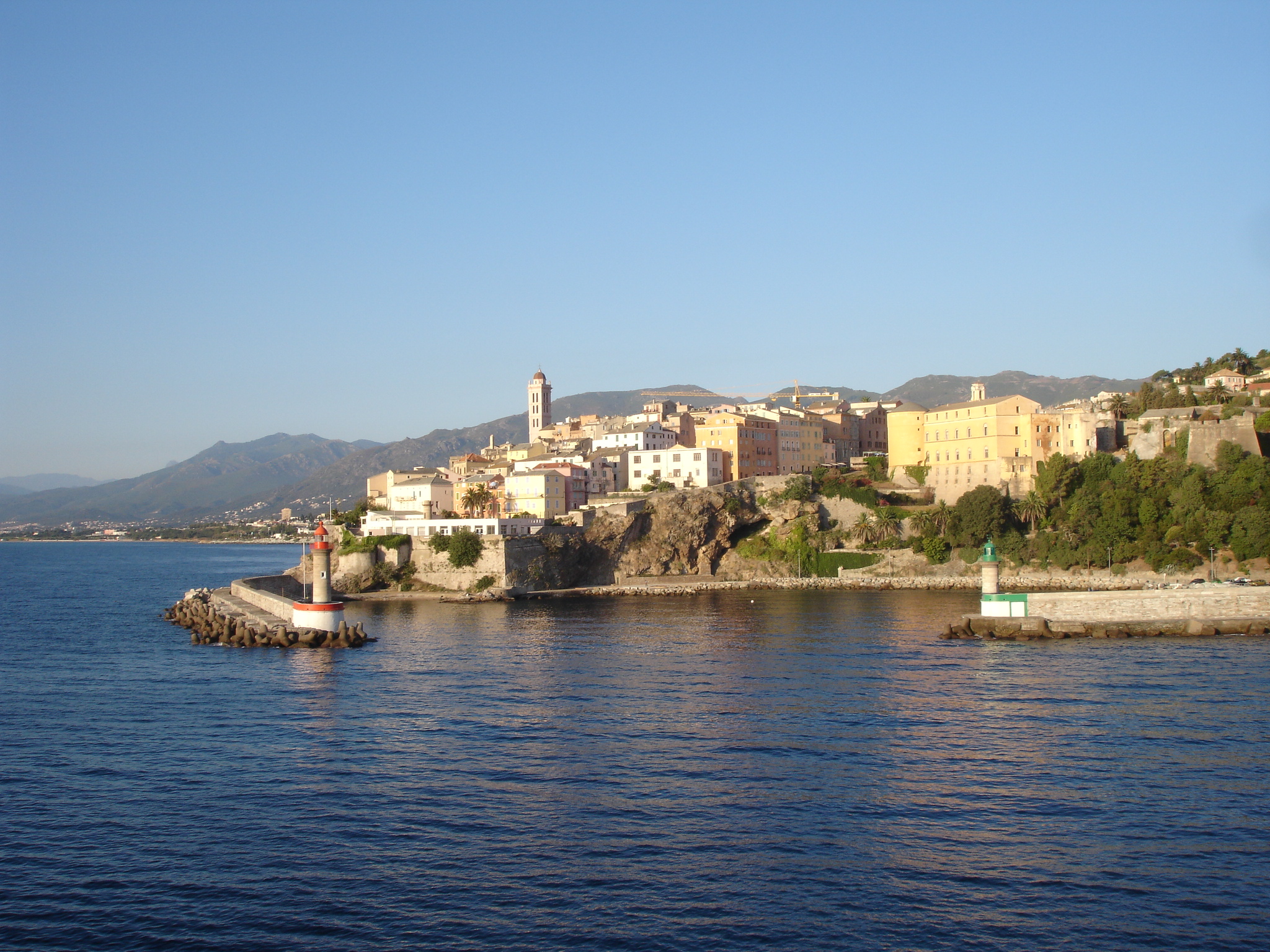
La cittadella di Bastia

La Cittadella (o A Citatella, o A Citadella in corso, Citadelle de Bastia in francese) è un quartiere storico della città corsa di Bastia. La sua costruzione rimanda alla presenza genovese nell'isola. 

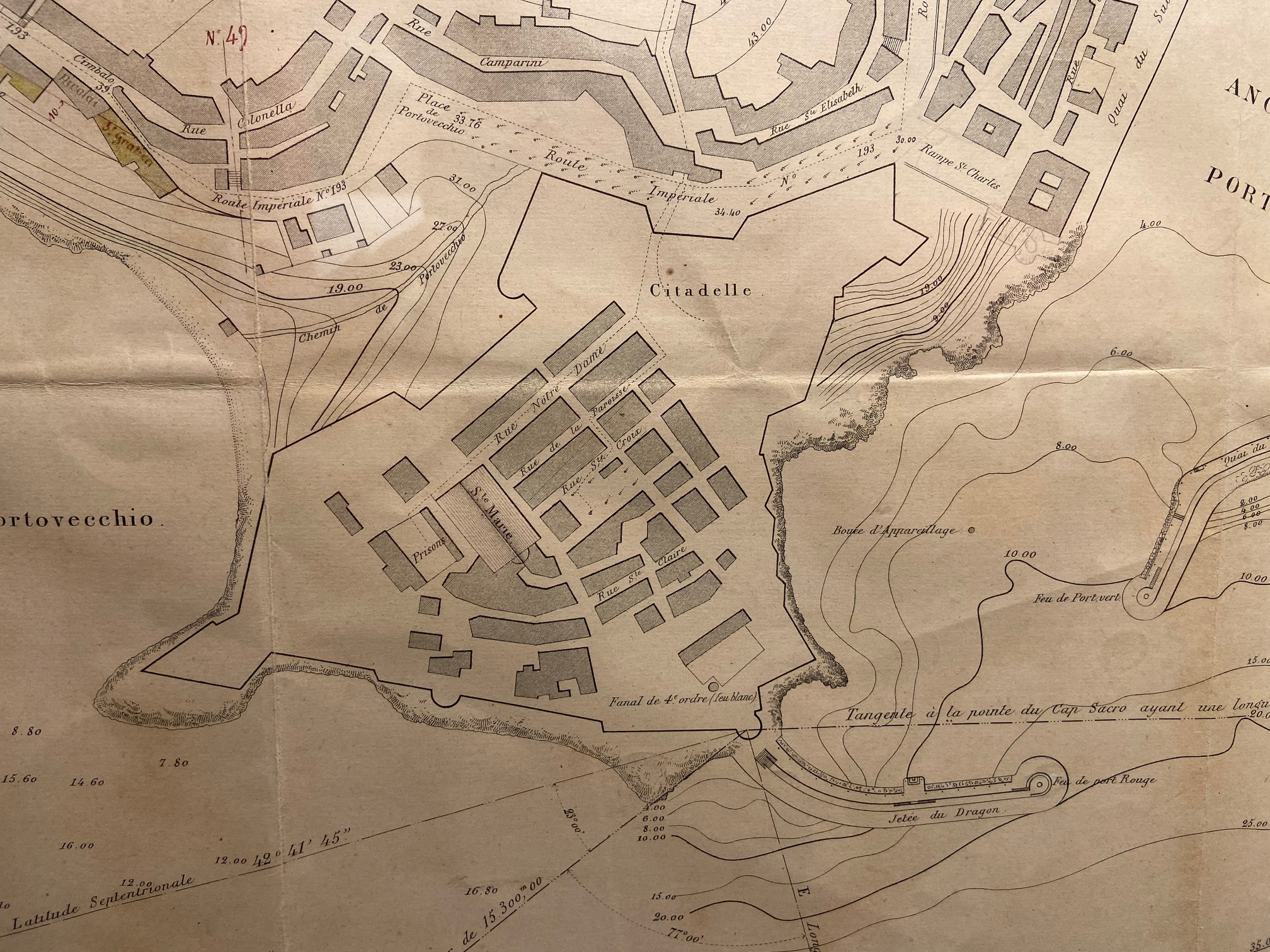
Planimetria di La Citadella di Bastia, Etienne-François Ferdinand Raibaud, 1866 (museo di Bastia)

## Storia

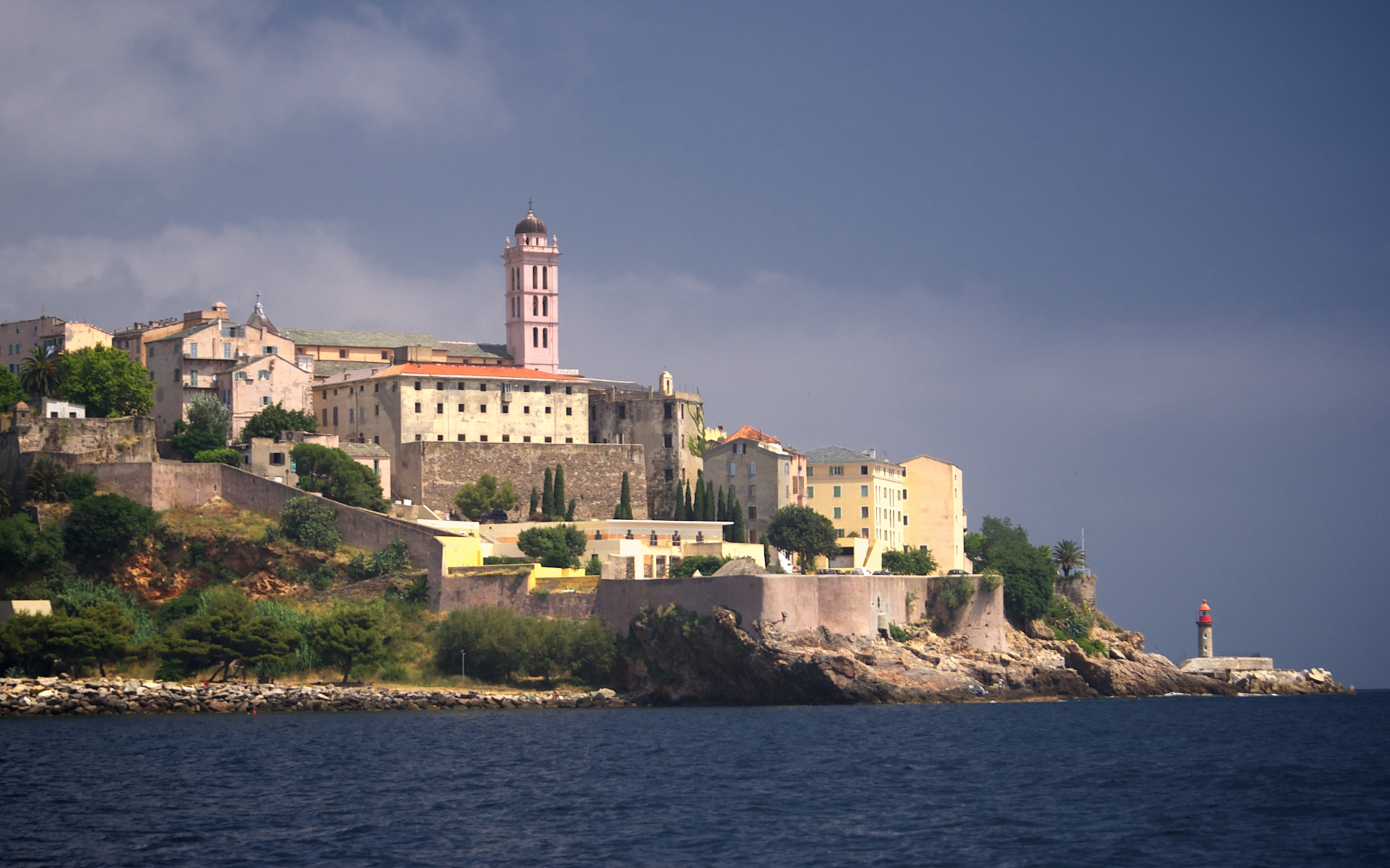
La Cittadella di Bastia vista da mezzogiorno

La Cittadella di Bastia fu fondata nel XIV secolo dai genovesi. In quegli anni la capitale della Corsica era Biguglia, dove vivevano i governatori. Ma i genovesi consideravano il posto non sicuro. Fu così che nel 1380 il governatore Leonello Lomellini decise di costruire una nuova fortificazione, chiamata Fortino o Castello della Bastìa. 
E questa prima torre diventerà il simbolo della città. Oggigiorno non esiste più, si trovava sul sito del bastione di San Carlo, sopra il giardino di Romieu.

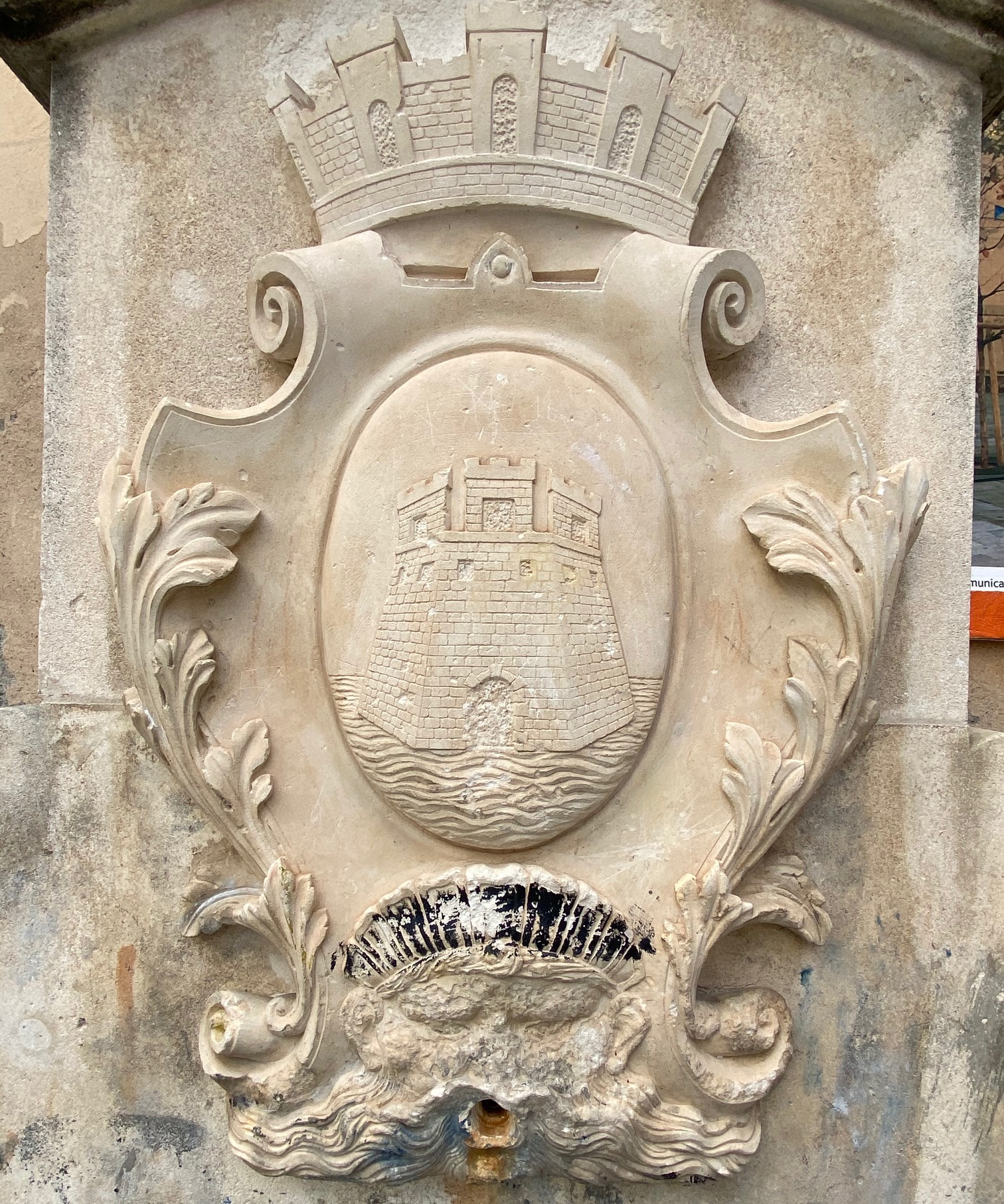
Fontana del Giardino (piazza Guasco) : lo stemma della città di Bastia

Nel 1475 un genovese, Antonio Tagliacarne, costruì una ventina di case; nacque così il distretto di Terra Nova, di fronte a Terra Vecchia, che corrisponde al distretto di U Vecchju Portu, precedentemente chiamato Porto Cardo. Il Tagliacarne divenne il primo sindaco di Bastia. 
Nel corso dei secoli, con le guerre tra corsi, francesi e genovesi, le mura della città furono più volte distrutte e ricostruite e vennero create nuove fortificazioni: il Palazzo dei Governatori, diversi bastioni (bastione di San Giovanni, bastione di San Carlo, bastione di Santa Maria).

## Monumenti

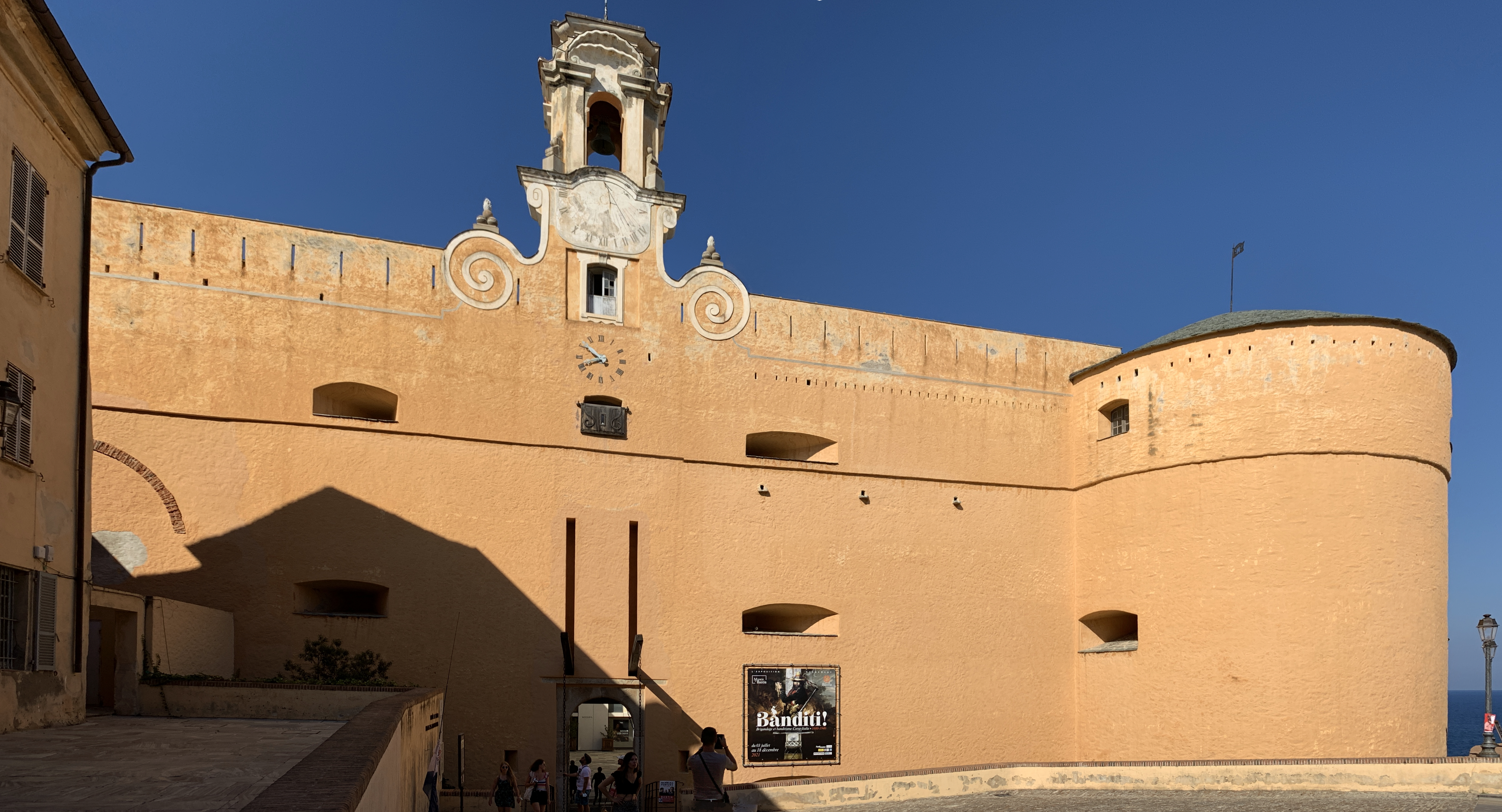
Il palazzo dei governatori

### Il palazzo dei governatori
Della prima fortificazione della Cittadella, in italiano Castello della Bastia o Fortino non rimane più nulla. Esso si trovava sul sito sulla piazza del bastione di San Carlo, sopra il giardino di Romieu. 
L'attuale edificio del palazzo dei governatori fu costruito a partire dal 1448 e terminato nel primo quarto del XVI secolo. 
Il palazzo fu la residenza principale dei governatori dalla fine del XV secolo fino alla fine del dominio genovese, nel XVIII secolo. Serviva anche come luogo di giustizia e prigionia. 
Sotto il dominio francese esso fungeva da caserma per l'esercito. Quindi prese il nome di Caserma Watrin. 

È diventato un museo nel 1908. Durante la seconda guerra mondiale, i tedeschi fecero saltare in aria gli edifici prima di fuggire e alcune strutture furono distrutte. Nel 1952 lo Stato cedette questo posto al comune di Bastia. 

Il Palazzo dei Governatori
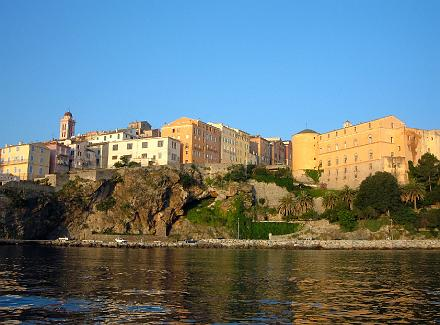
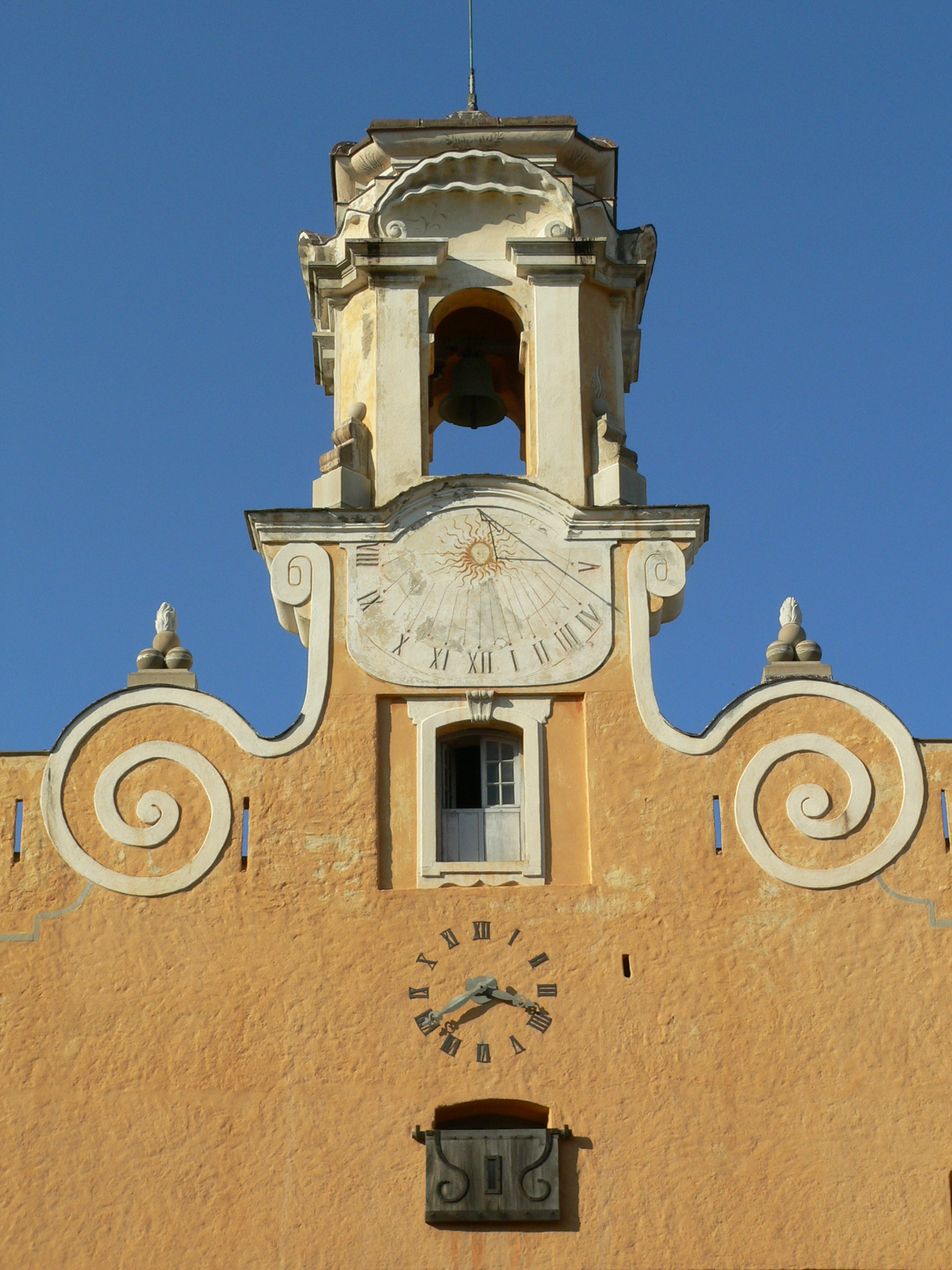
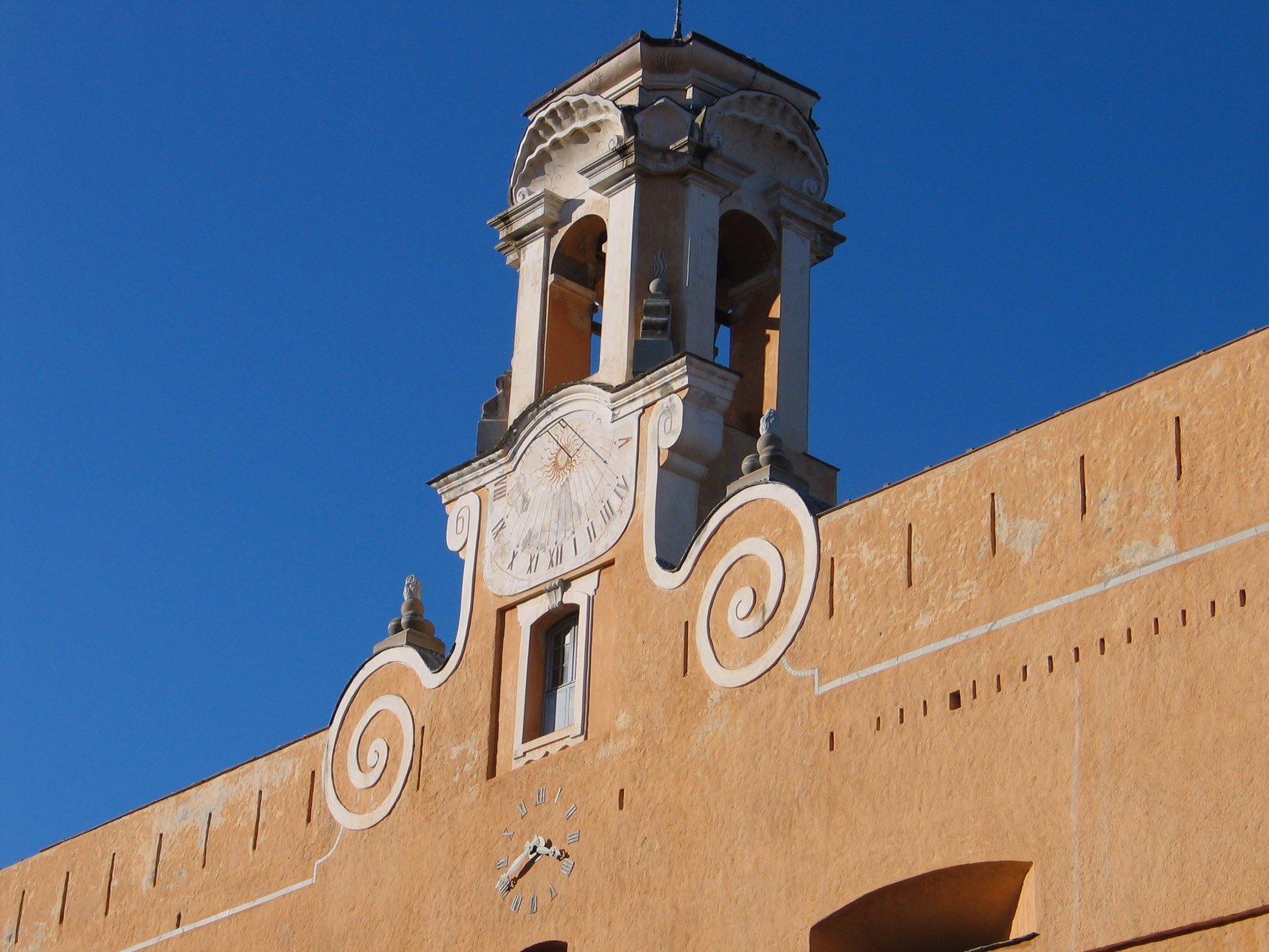
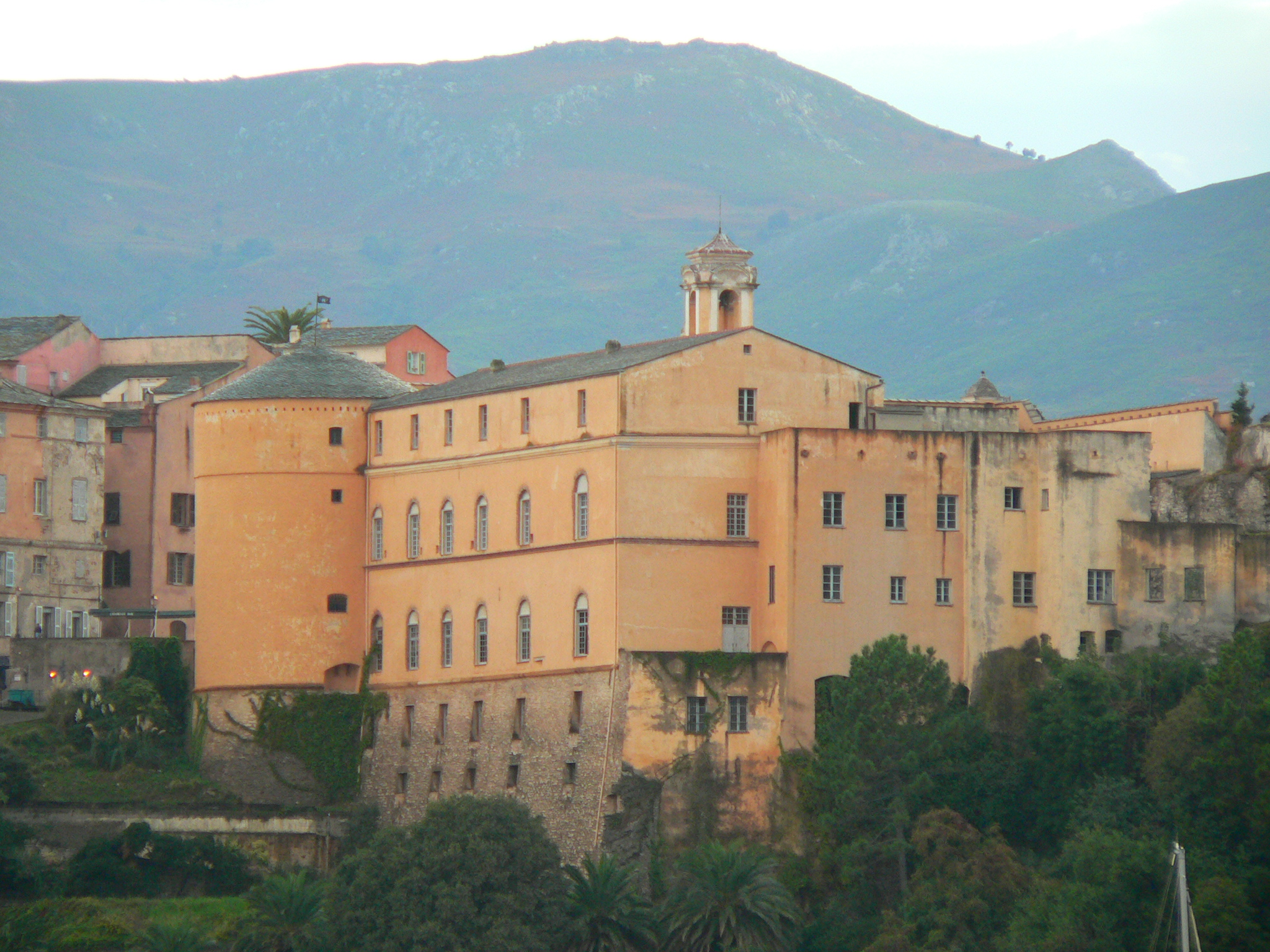

### Il palazzo dei dodici nobili

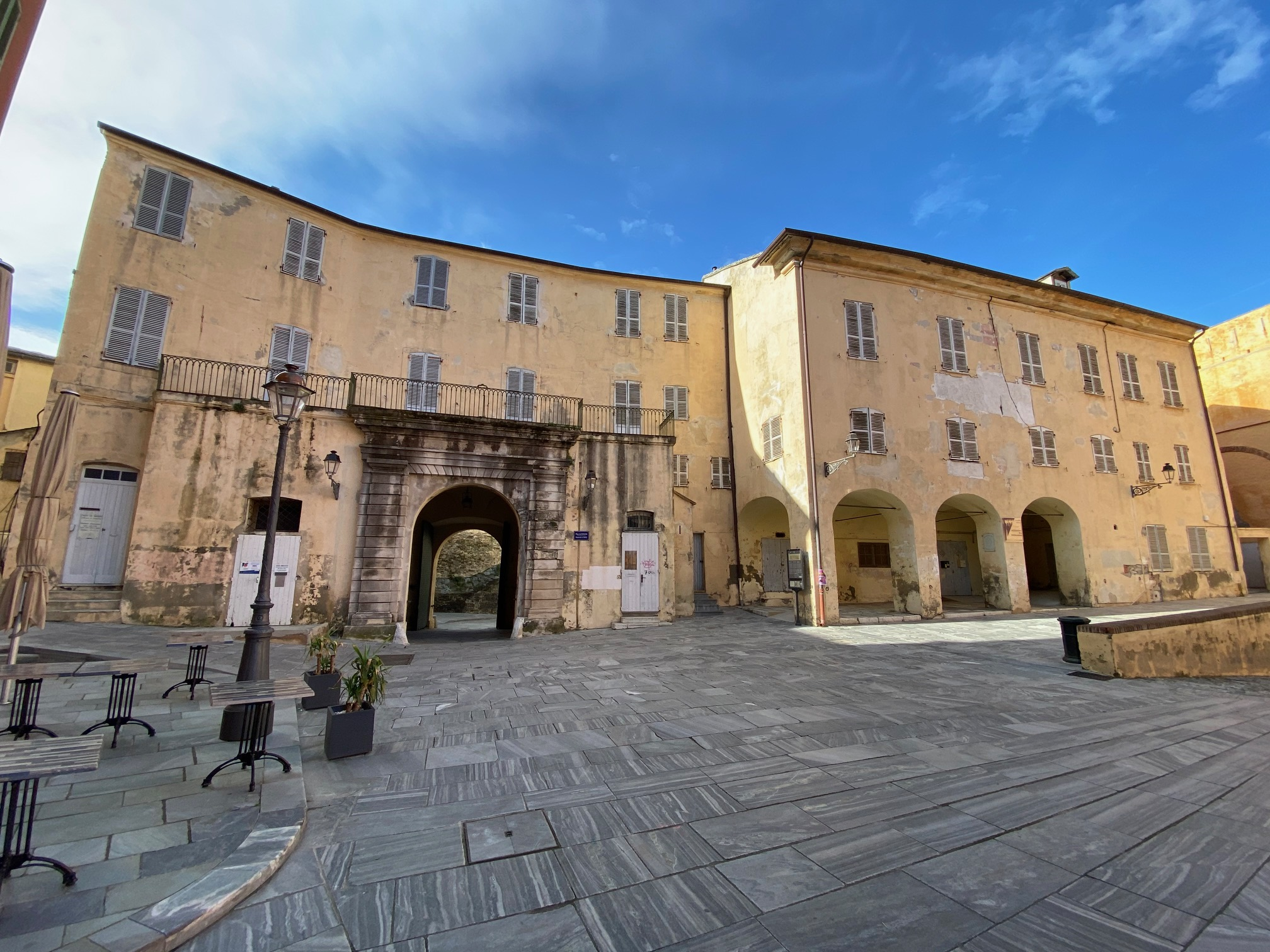
Il palazzo dei dodici nobili

Il Palazzo dei Dodici Nobili fu creato intorno al 1703. Era un'istituzione riservata ai corsi, e soprattutto alle grandi famiglie corse. I dodici consiglieri sono stati eletti per due anni. La loro funzione era di aiutare il governatore. Possono essere considerati come dei "deputati" delle parrocchie. Con il dominio francese l'edificio fu acquisito dall'esercito che vi mise i suoi uffici. Oggi sono diventati edifici del servizio del patrimonio del comune di Bastia. 
Si trova in Piazza di Corte, chiamato in francese Place du Donjon.

### Le mura della città
Le mura più antiche furono costruite nel XV secolo. Con le successive guerre e distruzioni, furono riedificate più volte tra il 1575 e il 1626.  

Le mura di La Citatella
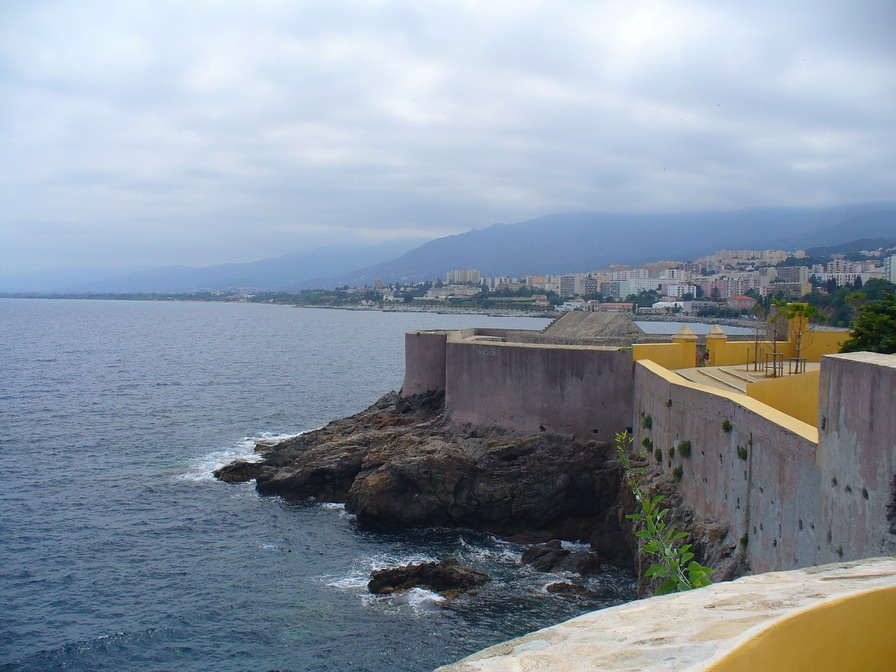
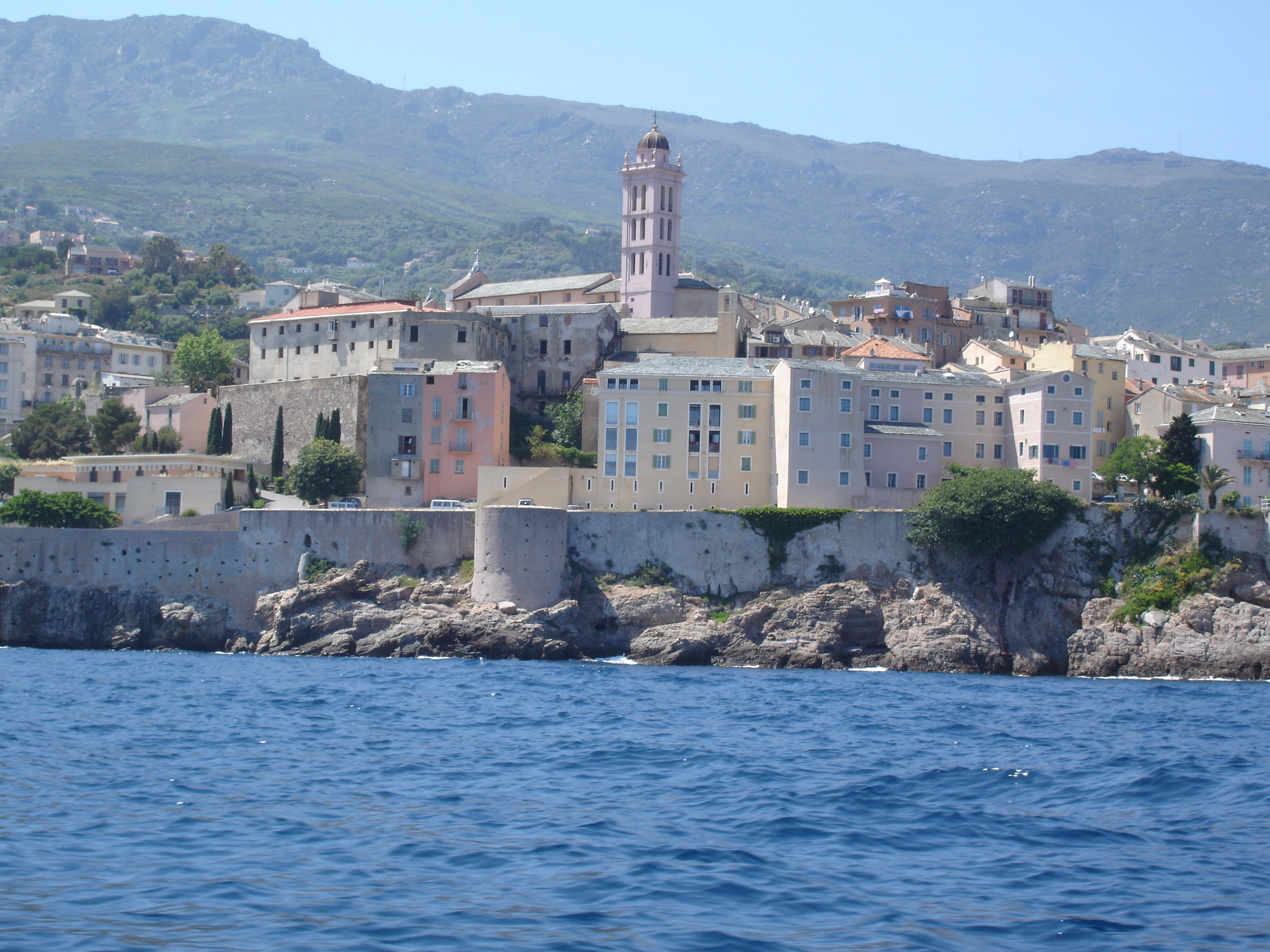
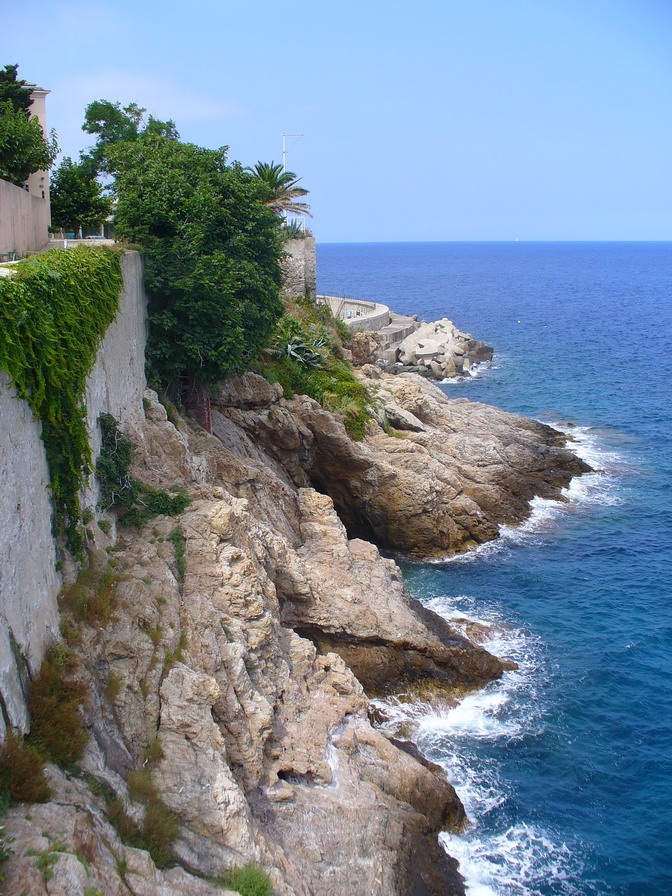

### Le porte
Furono edificate due porte per entrare ne La Cittadella. L'ingresso è Corso Favale. La prima si chiama Porta Luigi XVI. La porta fu completamente ricostruita nel 1775. Il posto si chiama "E Loghje". Una pietra con lo stemma (in cattive condizioni) della città di Genova (due grifoni) è visibile sopra una di queste porte. 

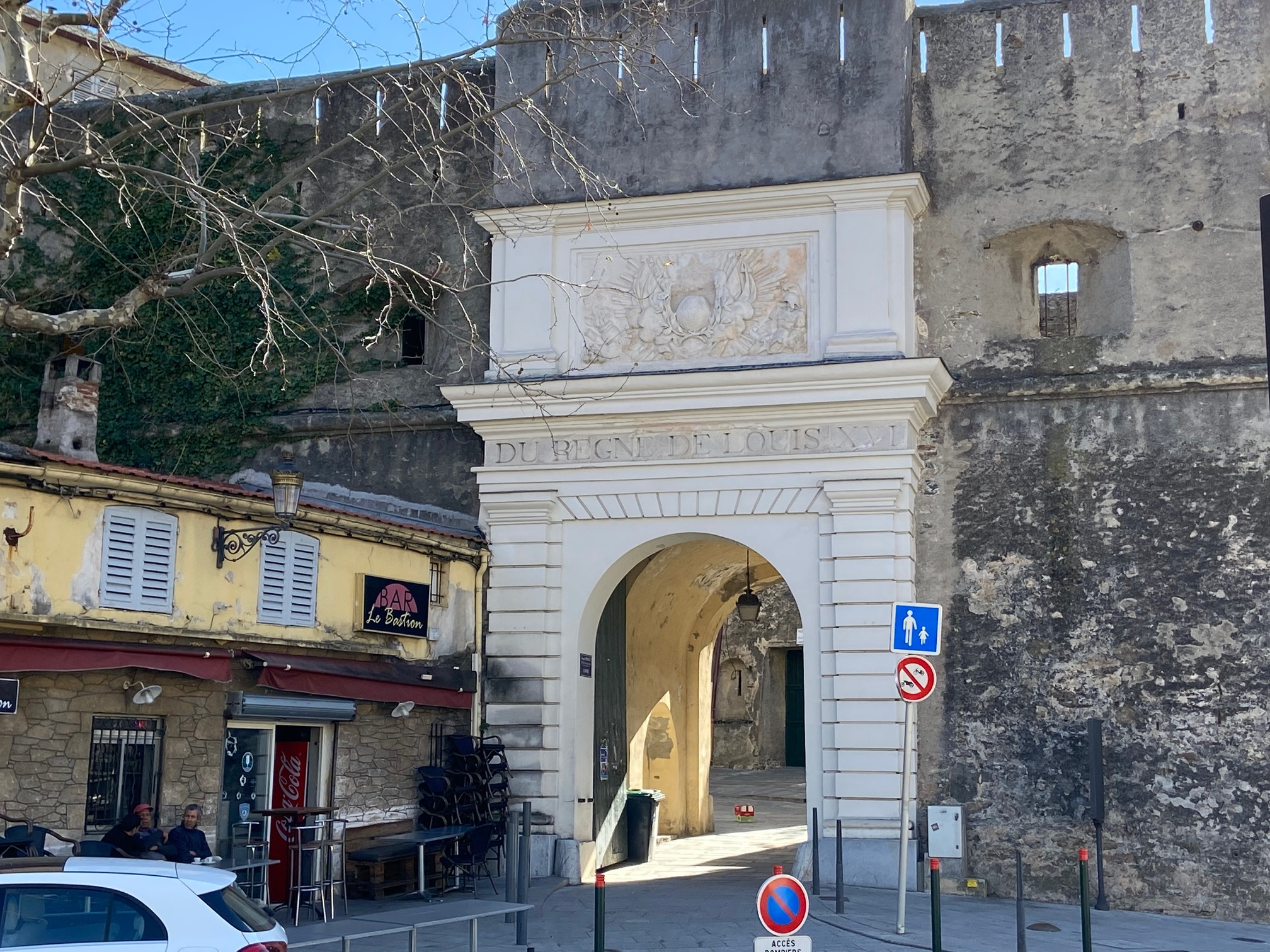
La prima porta della cittadella, Corso Favale chiamato anche "Porta Luigi XVI".

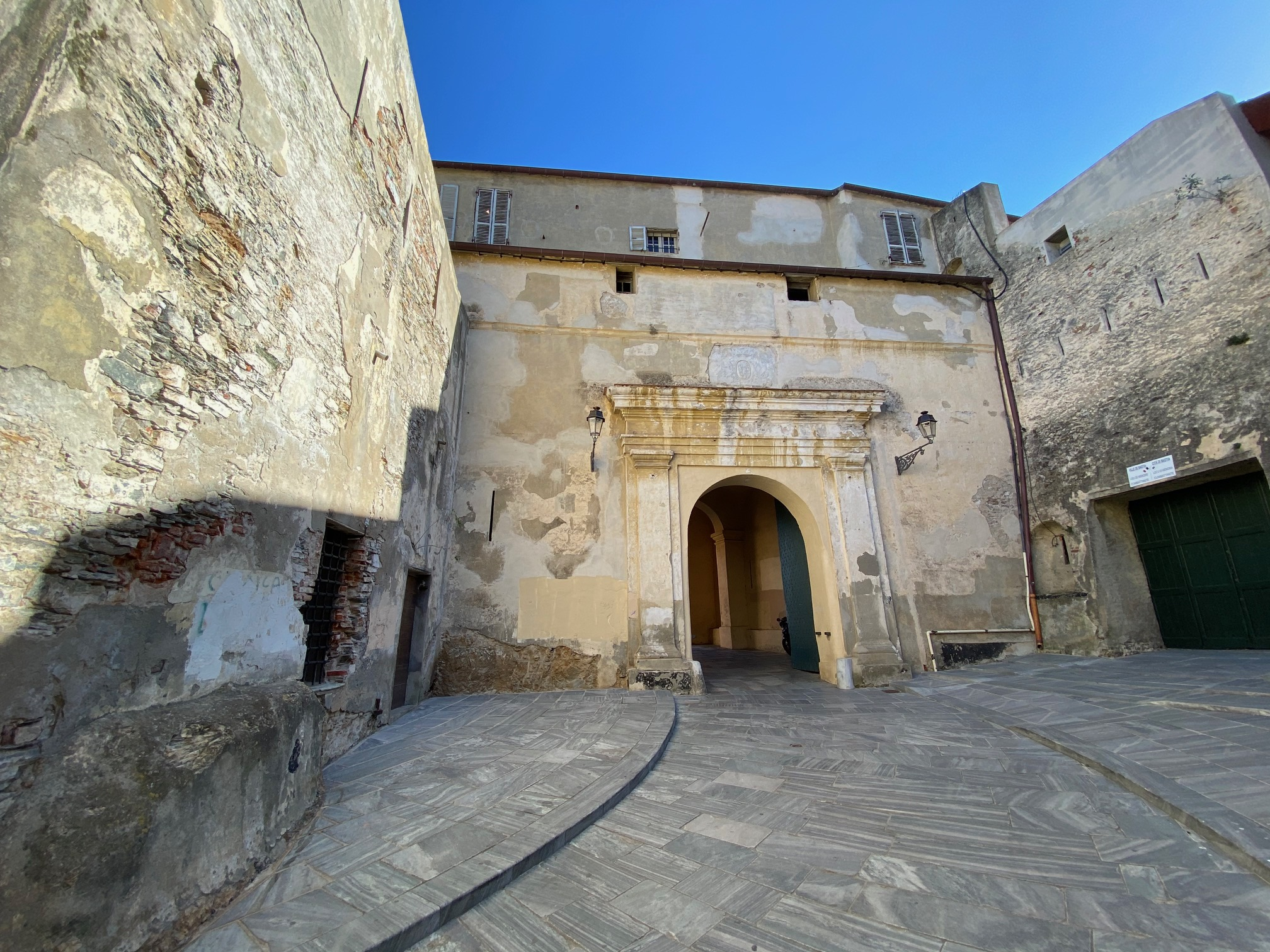
La seconda porta della cittadella di Bastia.

Una lastra in pessime condizioni con lo stemma della Repubblica di Genova è visibile sopra una di queste due porte. Due grifoni e una corona sono visibili ad un'attenta osservazione. 

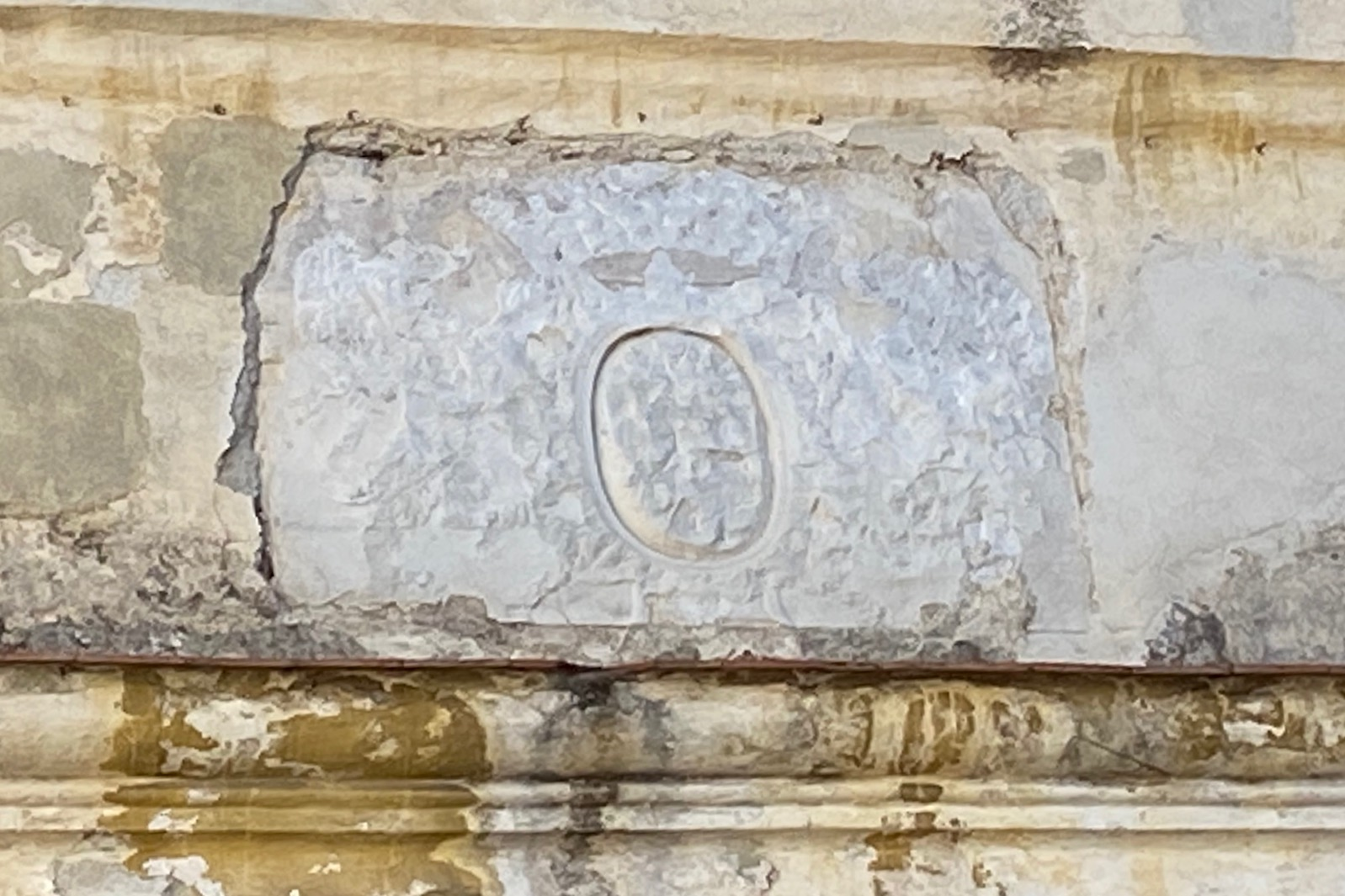
Lo stemma della Repubblica di Genova raffigurato sopra una porta della cittadella di Bastia.

### La Cattedrale di Santa Maria

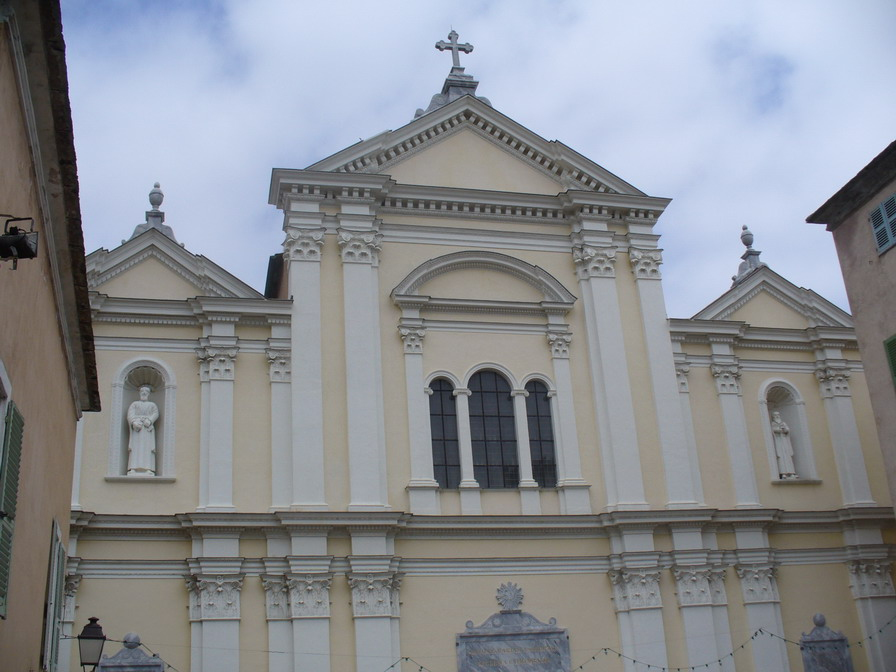
La Procattedrale di Santa Maria

Nel 1570, la sede del vescovato di Mariana fu trasferita a Bastia. La Cattedrale di Santa Maria fu costruita sul sito di una chiesa più antica, chiamata Santa Maria della Consolazione. Era arroccata su di una roccia, motivo per cui è anche chiamata Santa Maria l'Arrembata. 
I lavori iniziarono nel 1604 e durarono quindici anni. 
La chiesa è in stile barocco. La facciata principale, ricostruita nel XIX secolo, è in stile neoclassico. La chiesa possiede tre navate. Le decorazioni barocche sono molto ricche ed elaborate. 

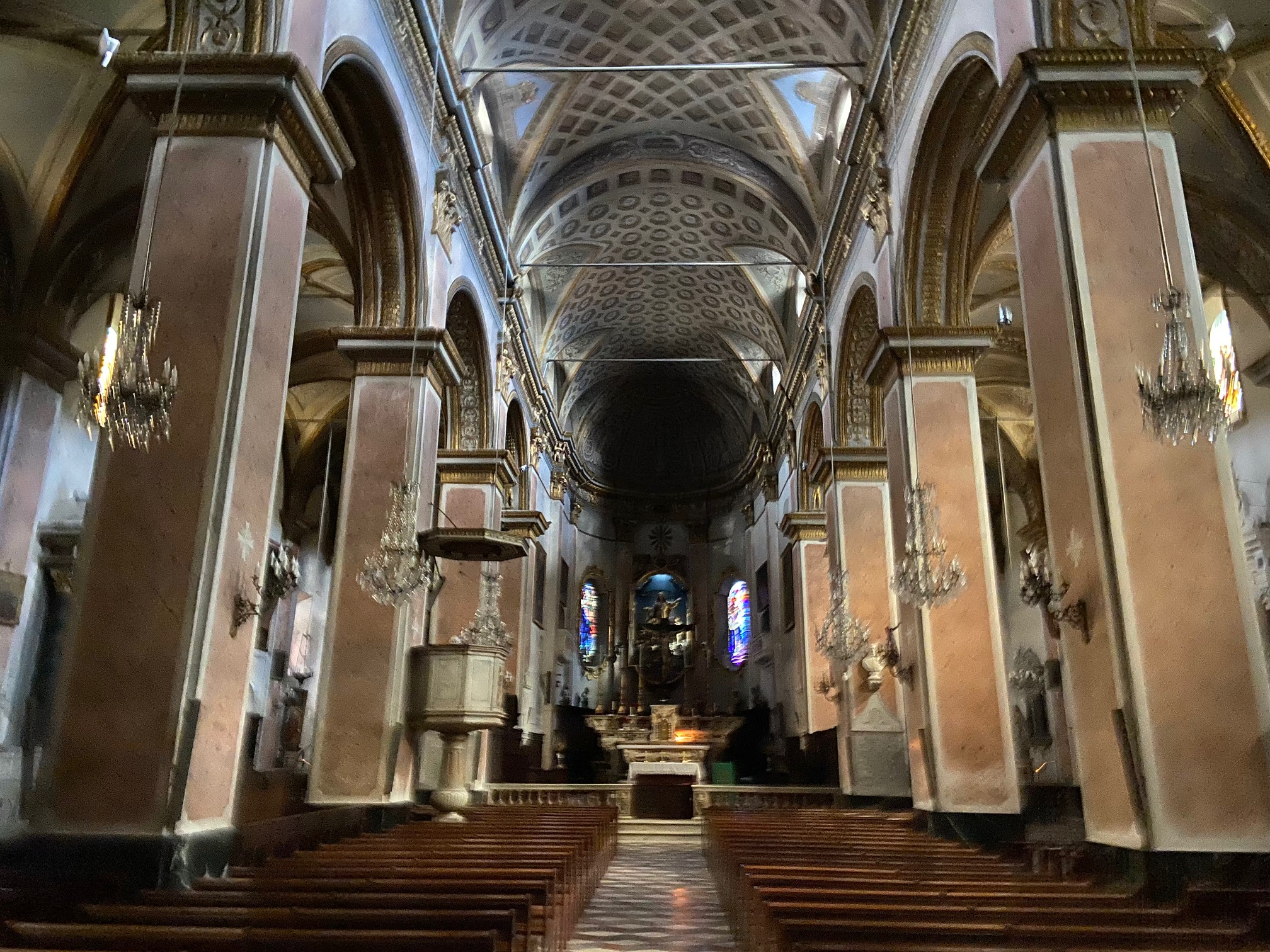
L'interno della cattedrale

Si può anche osservare all'interno una statua d'argento della Madonna realizzata nel diciannovesimo secolo. Essa è opera di un artista senese del XIX secolo, Gaetano Macchi. La statua è stata resa possibile grazie ai doni dei bastiesi. La statua viene portata in processione ogni quindici di agosto per le strade della città. 
Gli organi del XIX secolo furono realizzati dai fratelli Serassi di Bergamo. Il campanile fu costruito nel 1620. 
La cattedrale è stata dichiarata monumento storico nel 1999. 
I quadri più belli sono quelli dell'Ultima Cena (XVI secolo) e di Santa Maria Assunta (di Leonoro d'Aquila, 1512). L'altare è fatto in serpentina del Bevinco. 

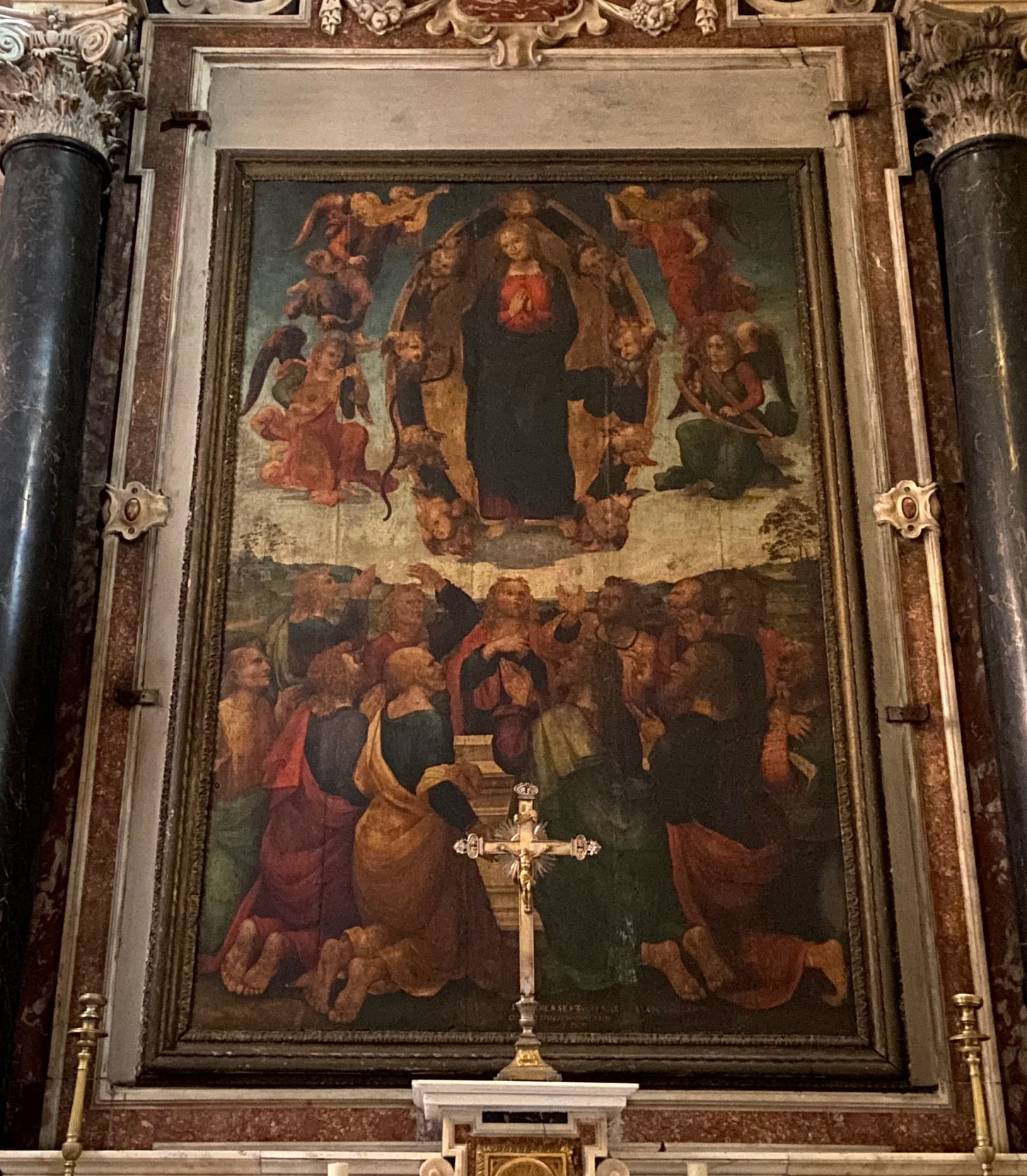
L'Assunzione della Madonna, di Leonoro dell'Aquila (1512)

### L'oratorio Santa Croce
La confraternita di Santa Croce è la più antica della città. La sua origine risale all'inizio del XV secolo. Essa fece costruire l'oratorio nel 1542, su un terreno appartenente alla basilica romana di San Giovanni in Laterano. 
L'attuale edificio fu costruito nel 1600. 

L'arredamento ricco che può essere visto all'interno è in stile barocco. 

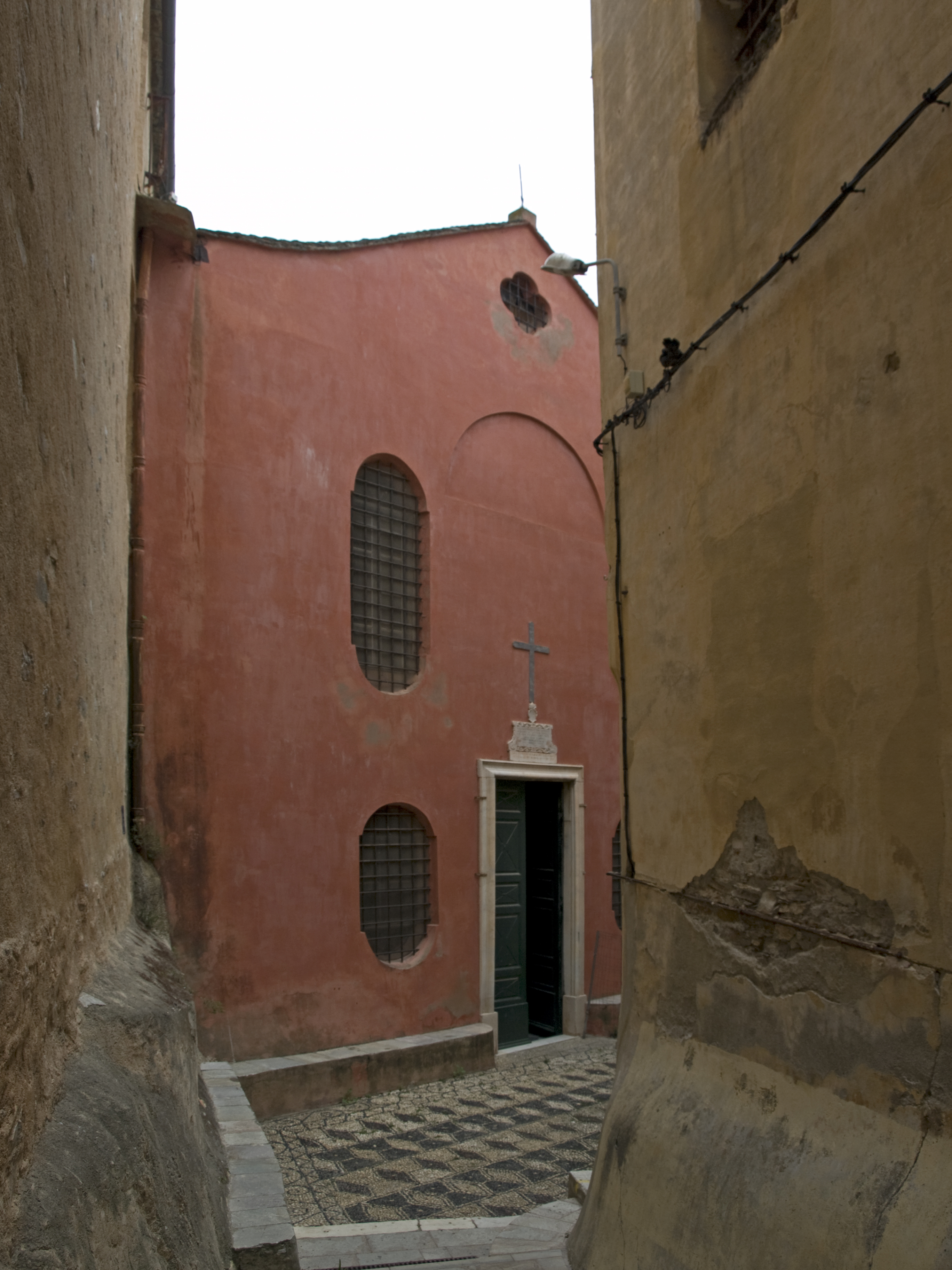
L'ingresso sud
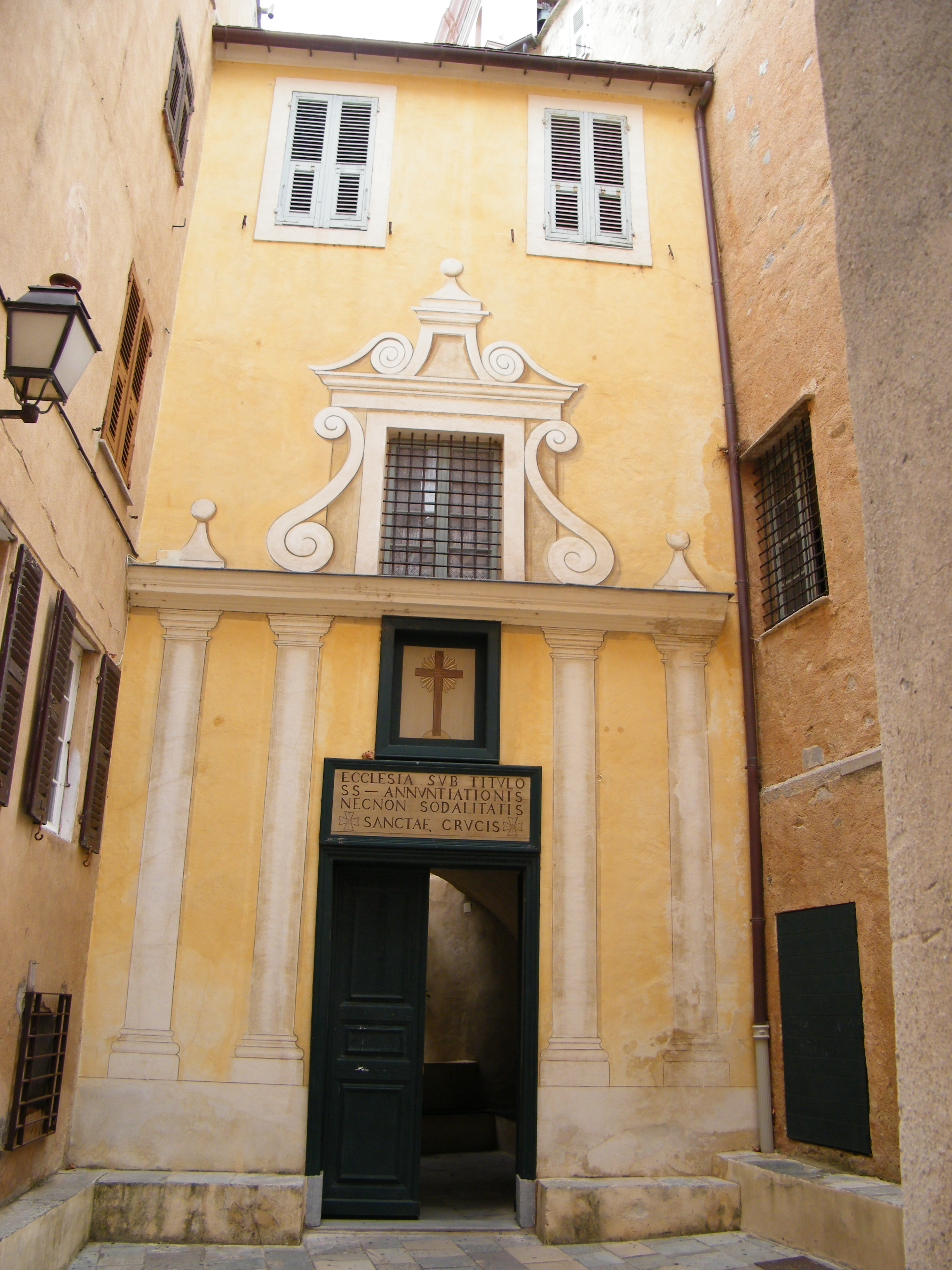
L'ingresso nord
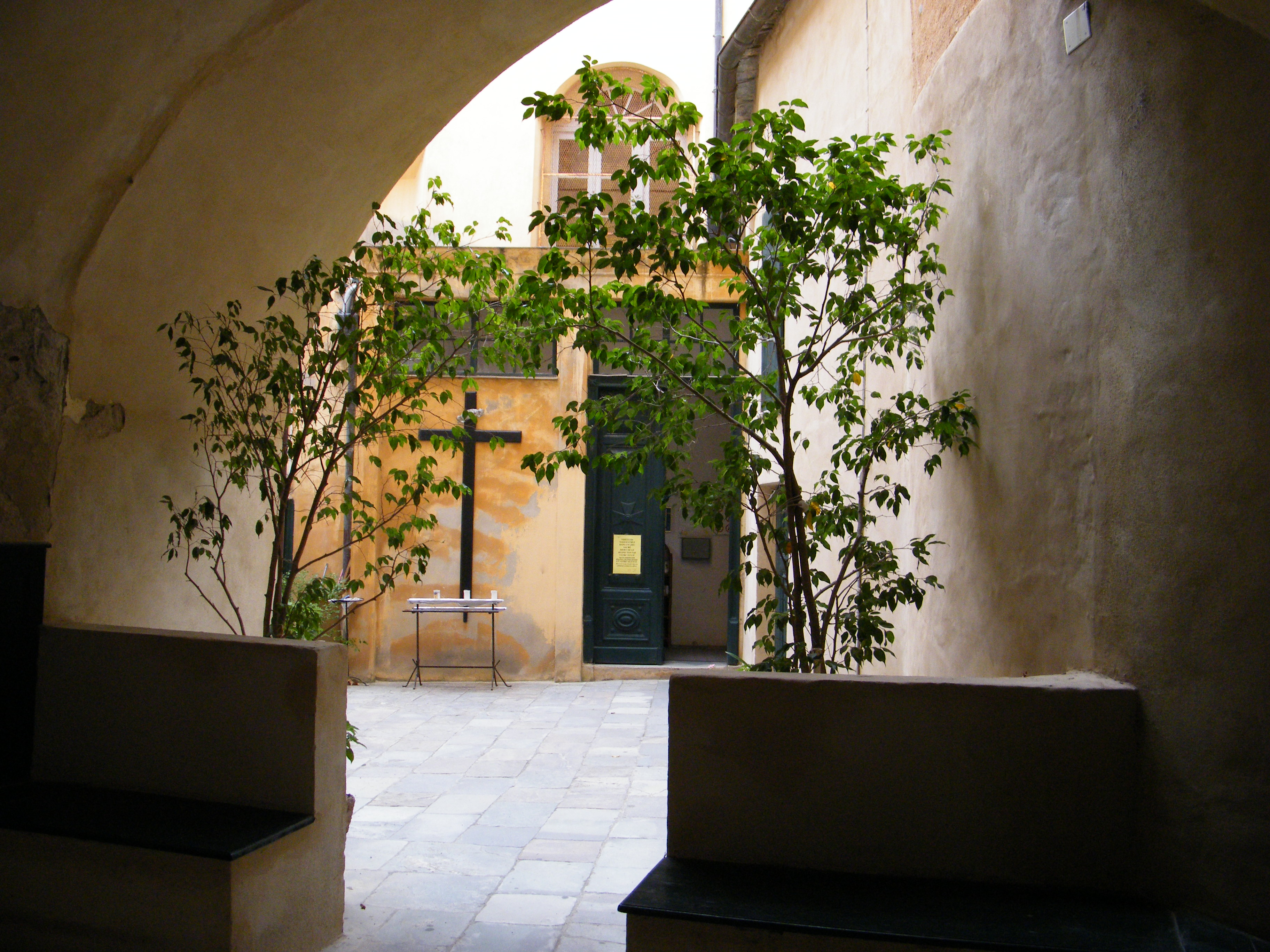
La Corte
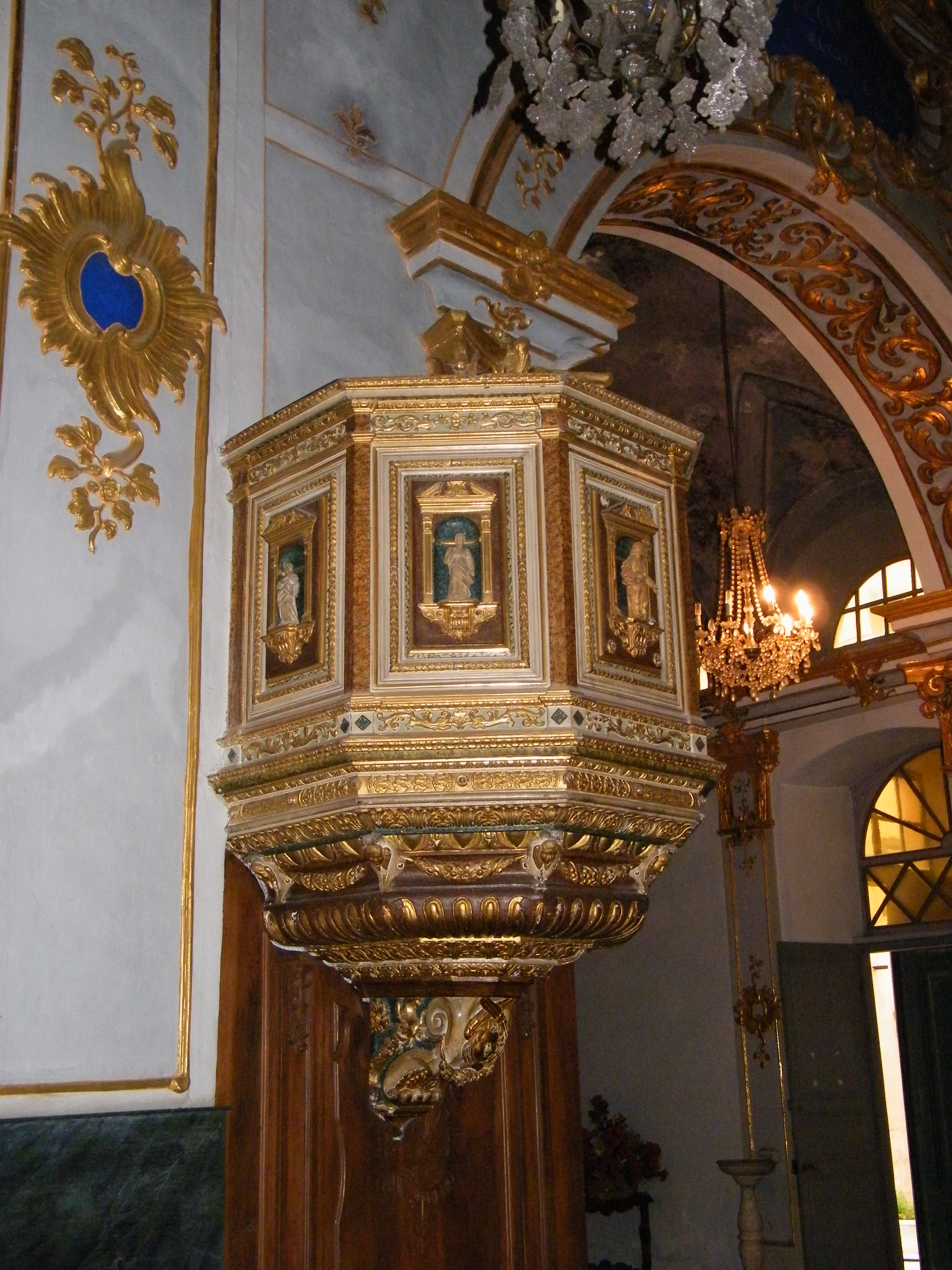
Il pulpito
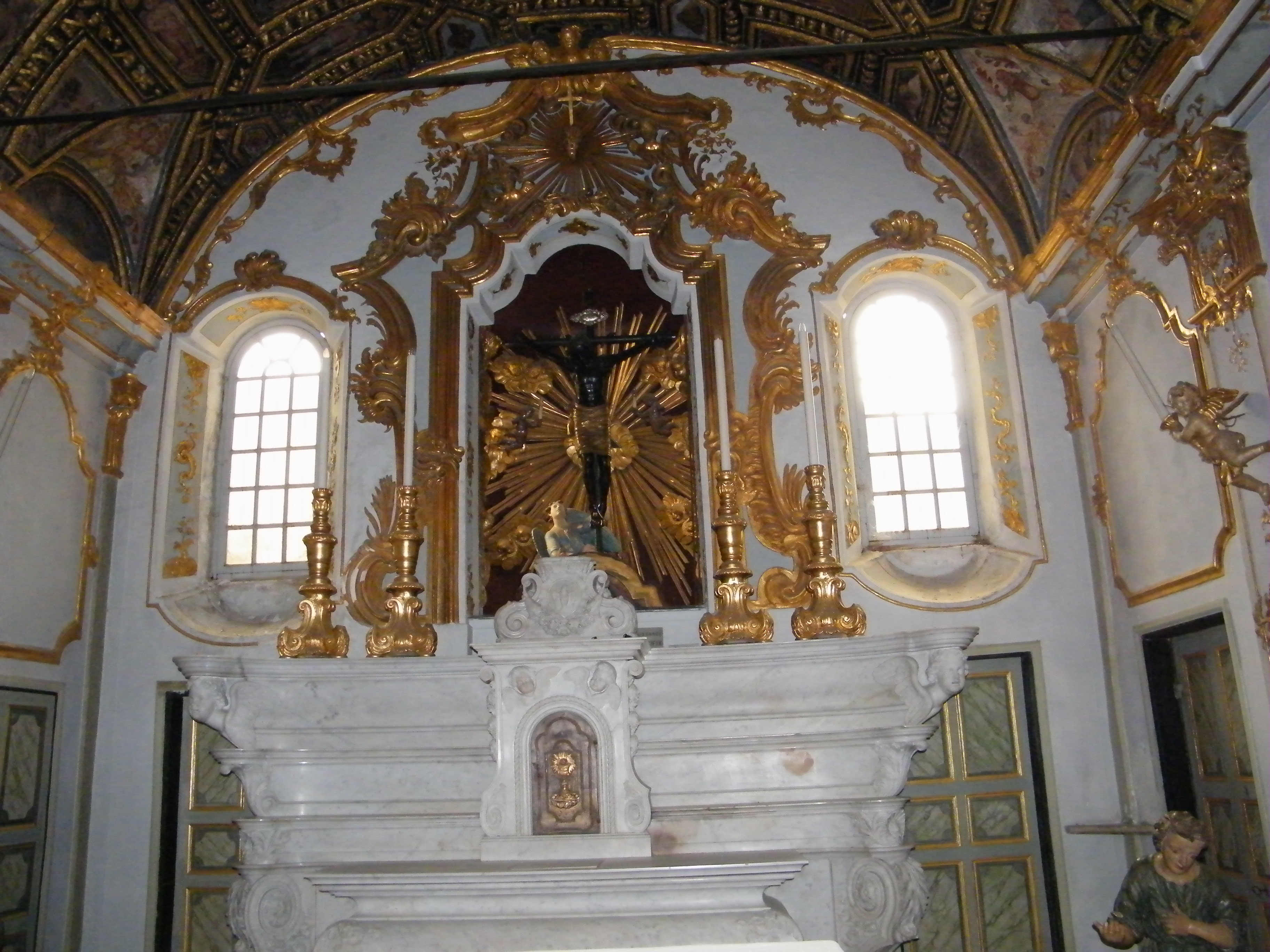
La cappella del Cristo nero

### La "Casetta"
In origine era una casa della famiglia Tagliacarne. Antonio Tagliacarne era originario di Lèvanto in Liguria. Nel 1480 chiese alla Repubblica di Genova il permesso di costruire alcune case nella cittadella. Divenne il primo sindaco di Bastia, dal 1488 al 1498. 
Si chiama "La casetta" a causa delle dimensioni dell'edificio. All'inizio era più piccola, in seguito furono aggiunti diversi piani. Durante il periodo genovese, A Casetta fungeva da municipio. È qui che si trova la "Magnifica Comunità di Bastia", l'equivalente del consiglio comunale. 

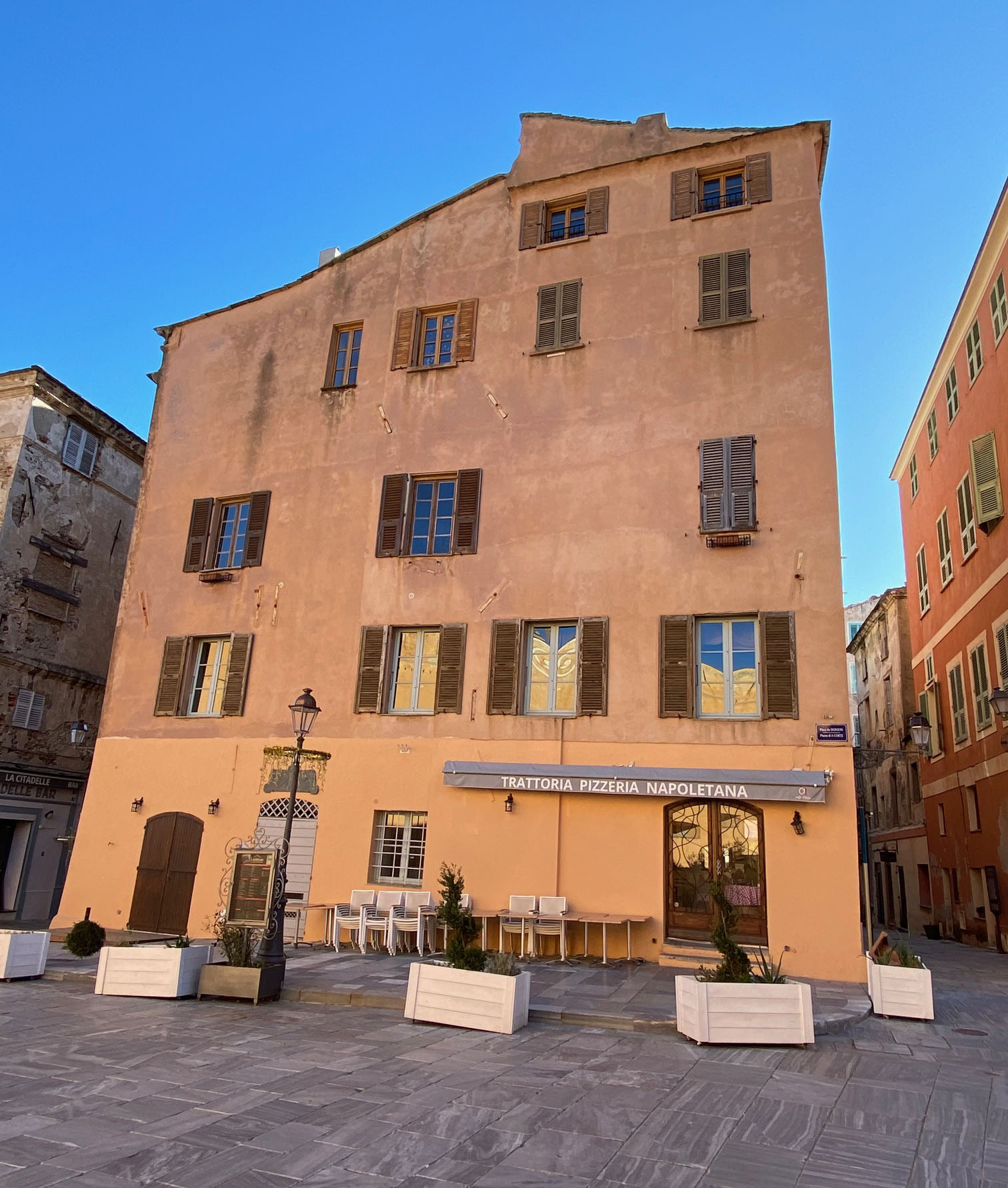
La Casetta o Casa Tagliacarne

### Casa Zerbi
In origine era la casa del vicario del governatore genovese.ed era anche la corte di giustizia. Ha dato il suo nome al posto: Piazza di Corte. Il vicario fu la seconda persona più importante dell'amministrazione genovese. La casa fu costruita dal 1490 al 1495. Una volta trasferito il vicariato al Palazzo del Governatore, la casa divenne proprietà della famiglia Centurione. Paolo Zerbi (1582-1635), che era podestà, acquistò l'immobile in seguito e lo ampliò di un piano e lo fortificò. Egli costruì anche una torre e una cisterna. Da allora è conosciuta come "Casa Zerbi". 

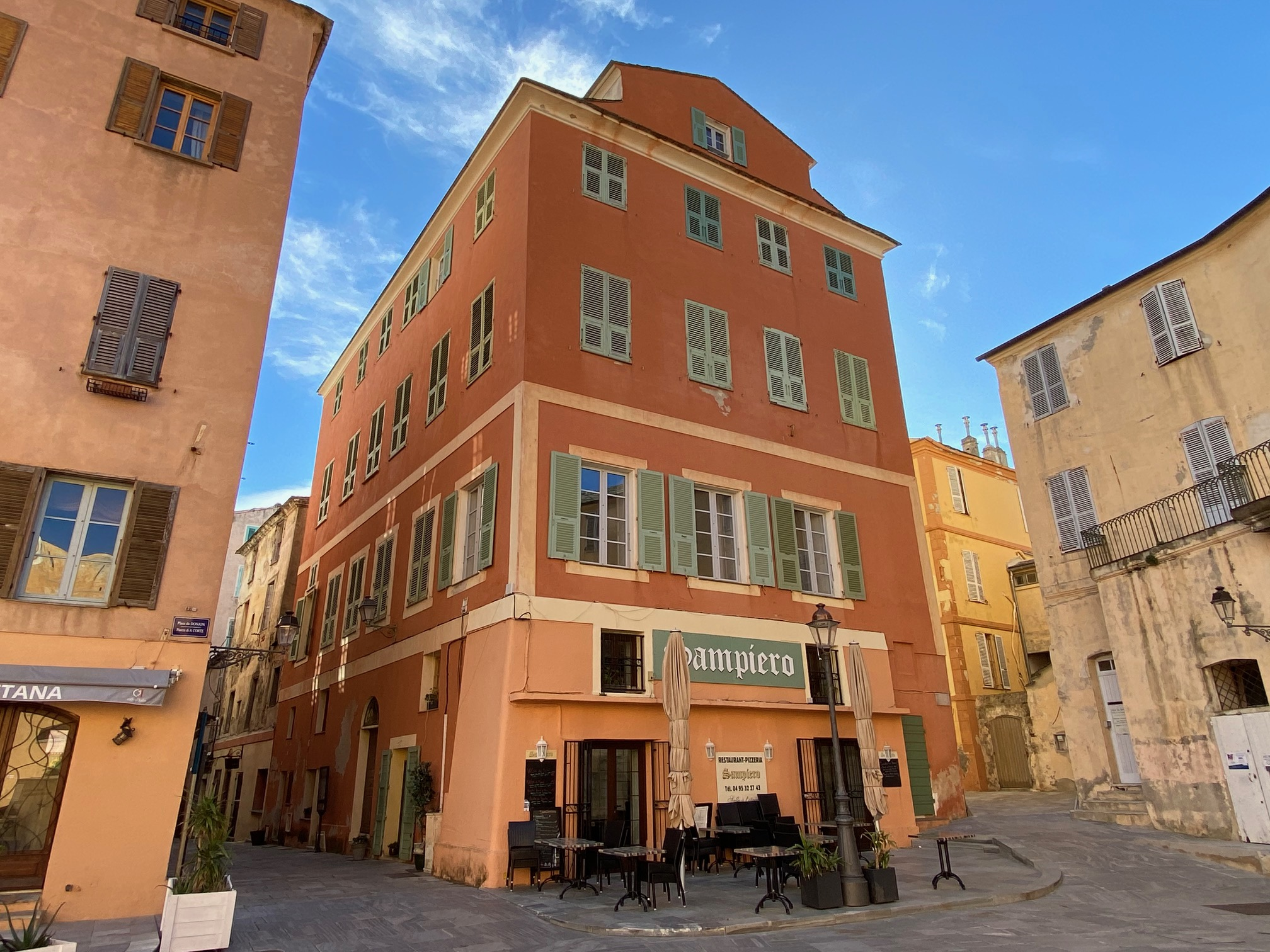
Casa Zerbi

### Il palazzo vescovile
Nel 1570 il vescovato di Mariana fu trasferito a Bastia. Nel 1660 il vescovo Monsignor Giustiniani acquistò questo palazzo ne ingrandì ed abbellì il convento. Oggi è visibile solo la facciata, le strade sono state bloccate. Sono stati contati 32 pezzi. 
La facciata era decorata. C'era un frontone di marmo con le insegne della famiglia Giustiniani. Ma fu distrutto durante la Rivoluzione. Esso può essere osservato nel museo di Bastia. 
Dopo la rivoluzione, il palazzo fu abbandonato. Sarà recuperato dall'esercito che lo renderà una sua sede. 

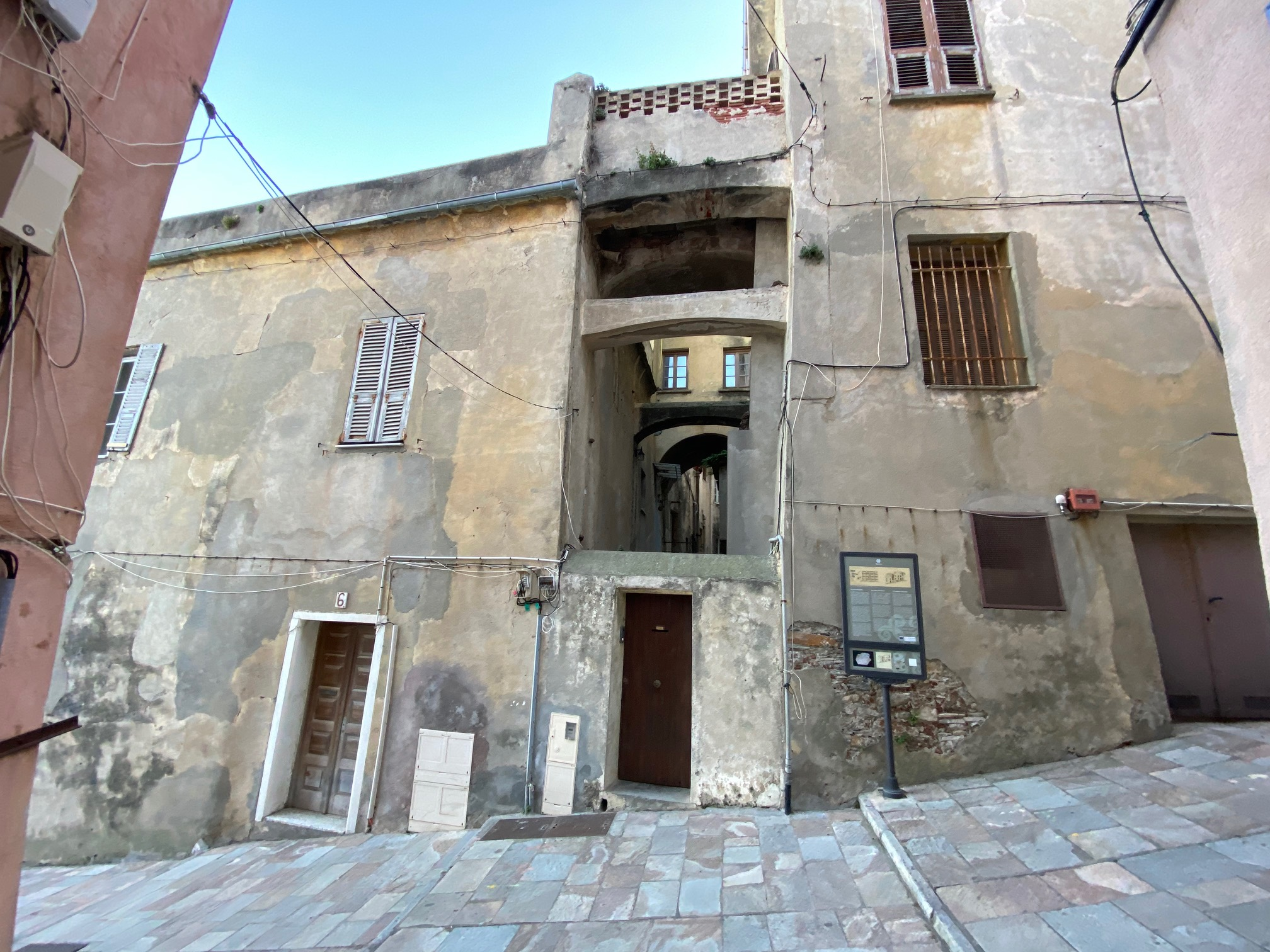
Il palazzo vescovile

### La forca
Si può ancora vedere una delle forche della cittadella dove venivano impiccati i condannati a morte. Esso si può osservare vicino alla porta d'ingresso, sopra i negozi di "Corso Favale".

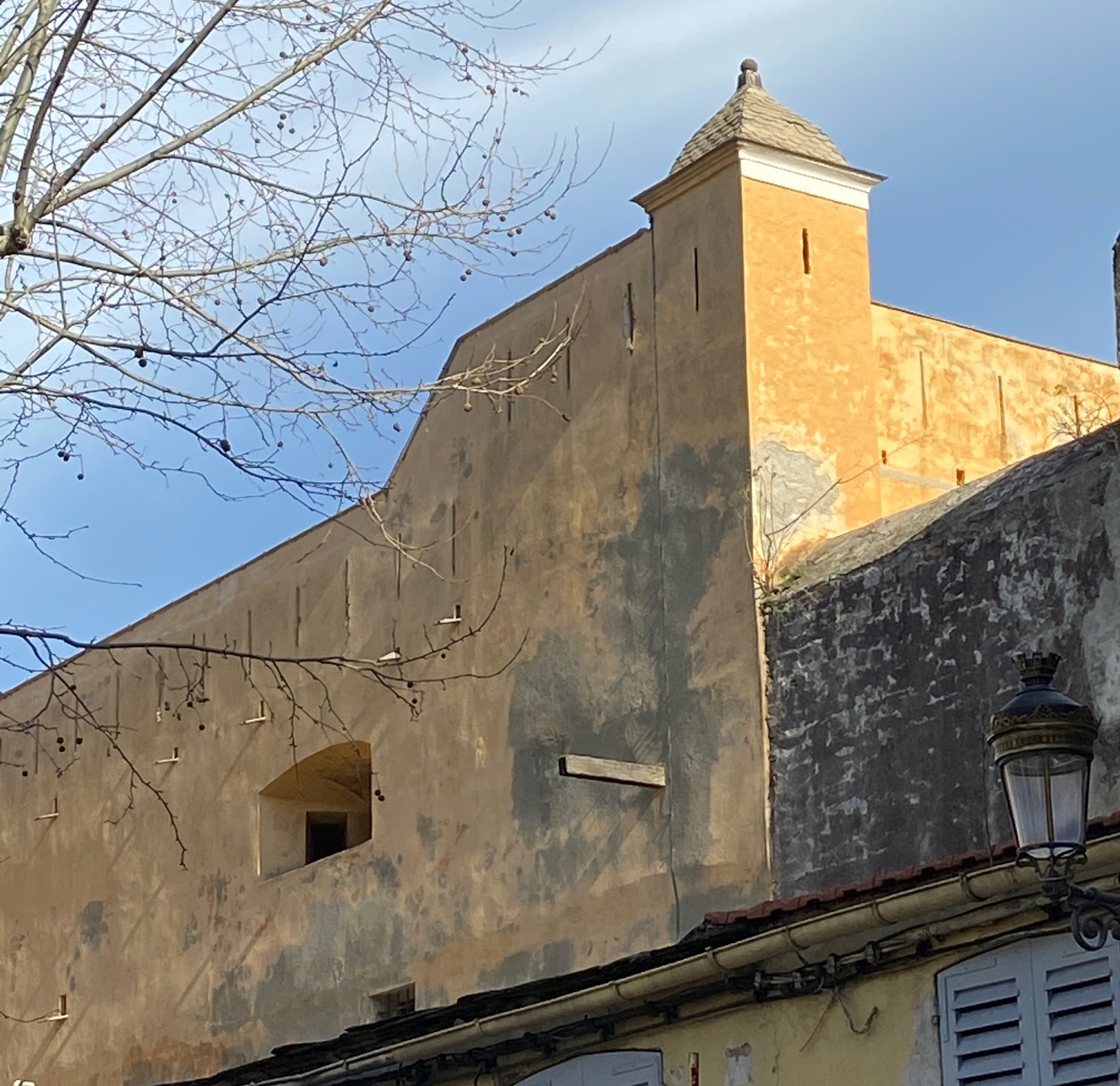
La forca

## I bastioni genovesi
I genovesi costruirono le prime fortificazioni della cittadella nel 1480. In seguito furono ricostruiti più volte, tra il 1575 e il 1626. I bastioni furono classificati come monumenti storici nel 1935. C'erano sei bastioni: 
- Il bastione di San Giovanni
- Il bastione di Santa Maria
- Il bastione di San Carlo
- Il chiostro
- Il drago
- Nel bastione di San Gerolamo

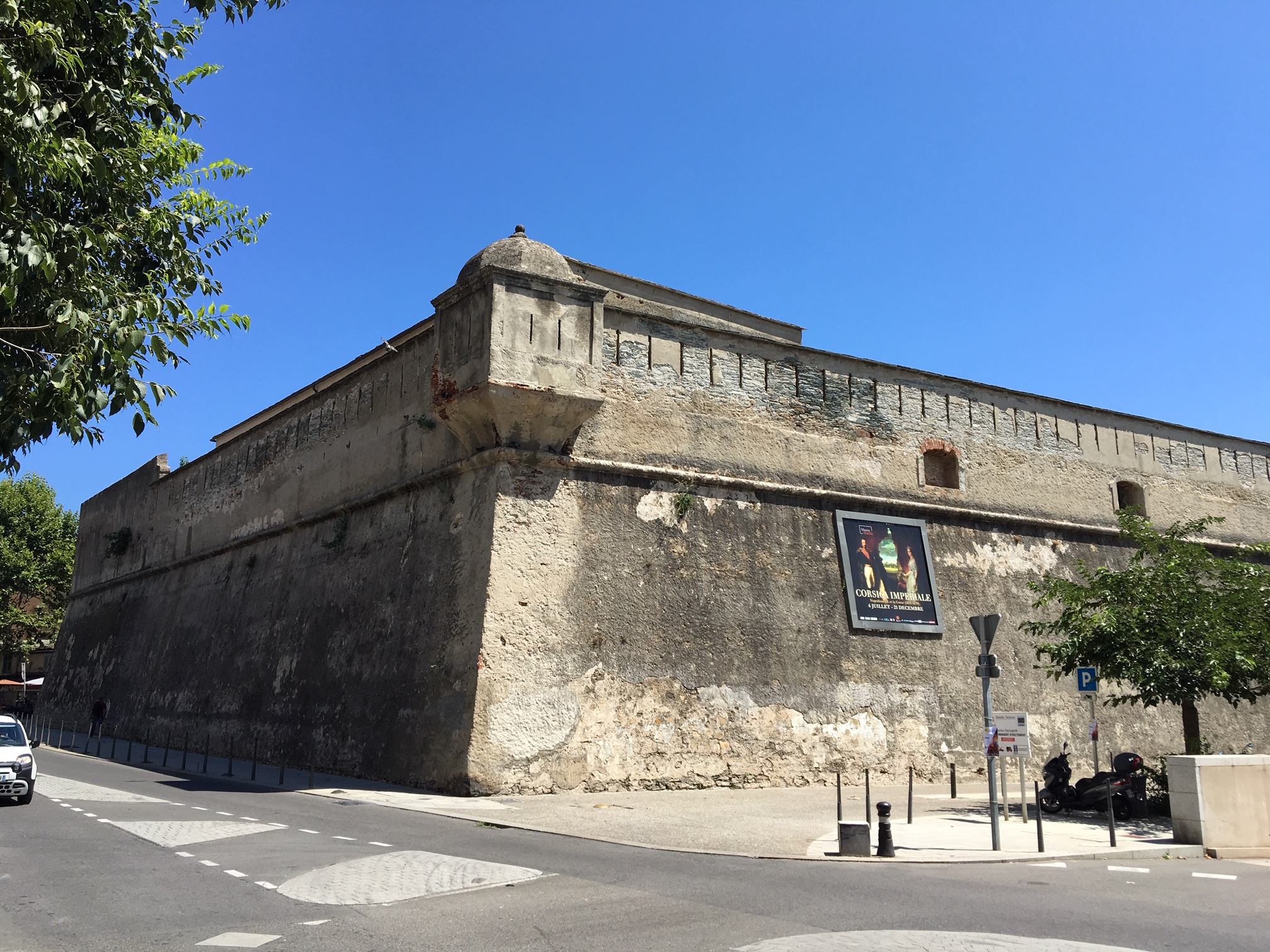
Bastione di San Giovanni
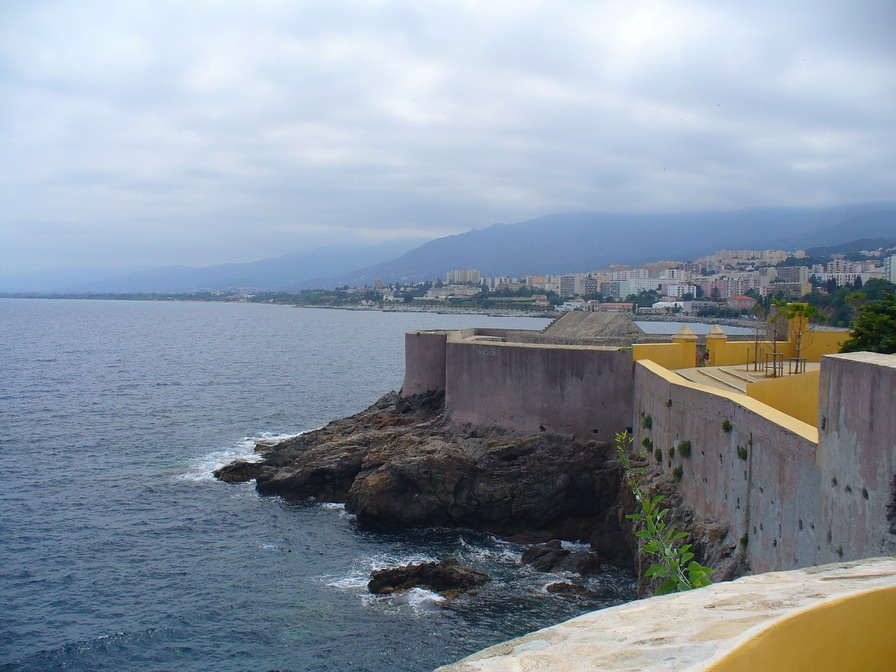
Il chiostro
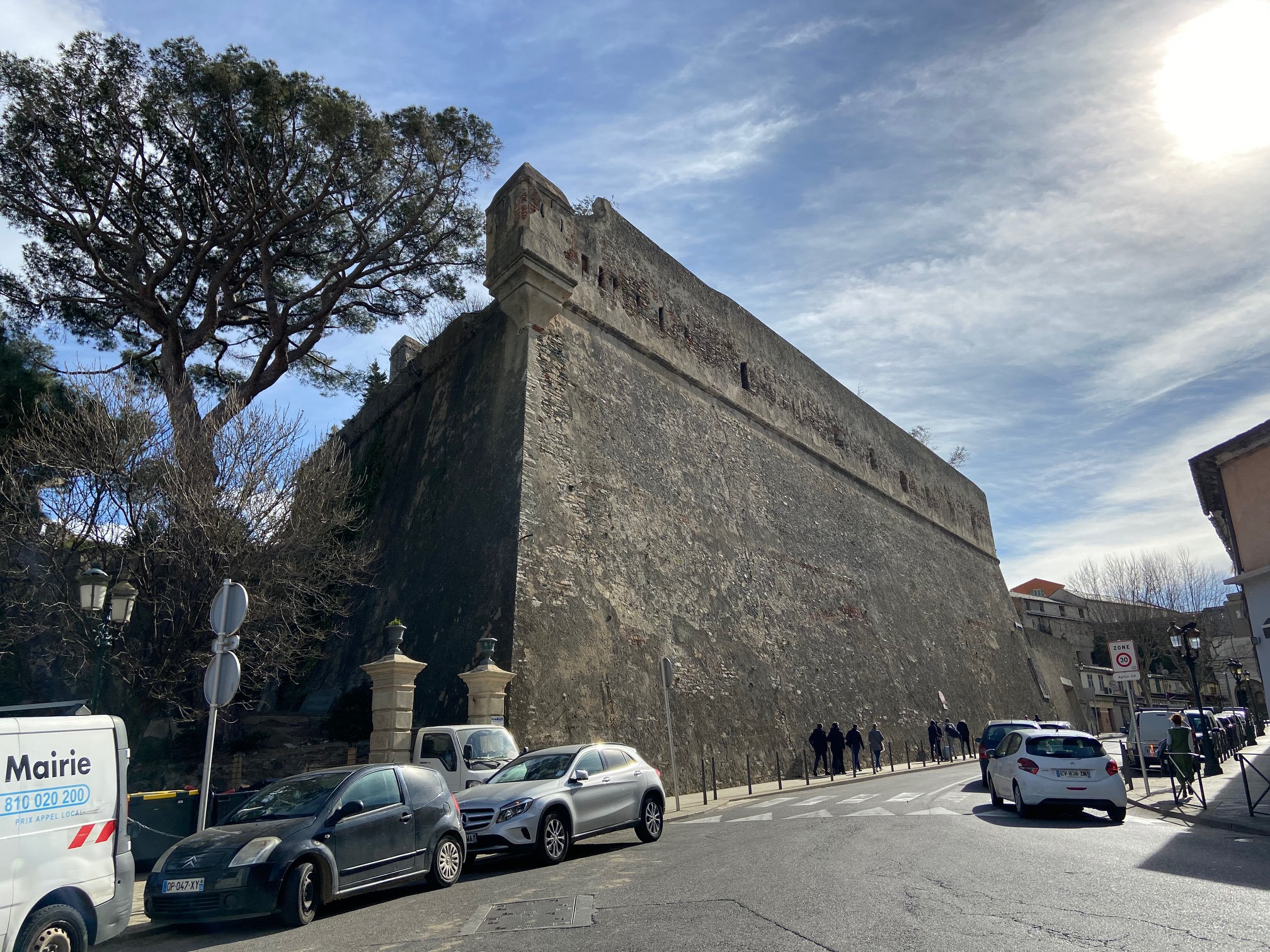
Bastione San Carlu
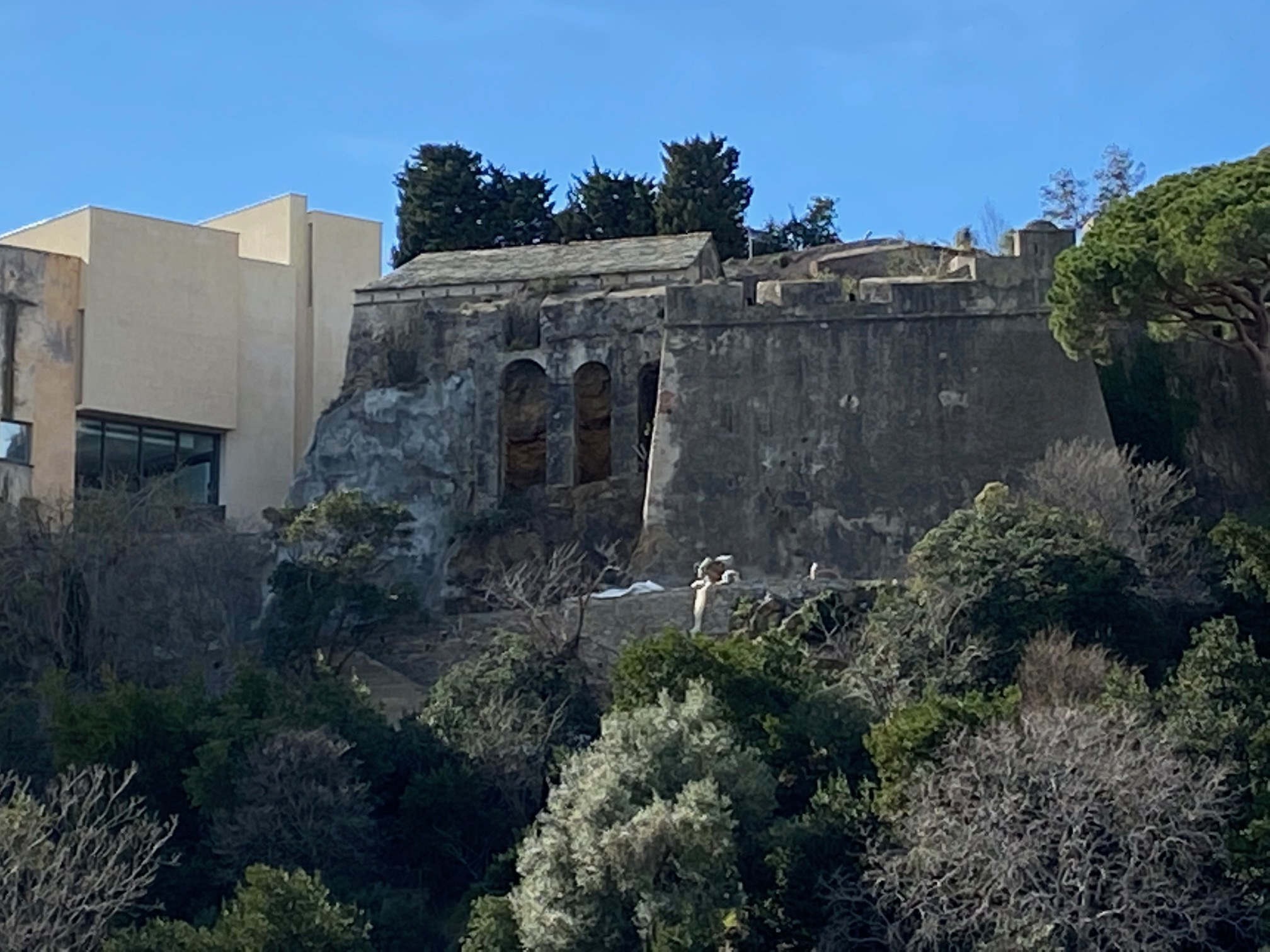
Bastione San Gerolamo
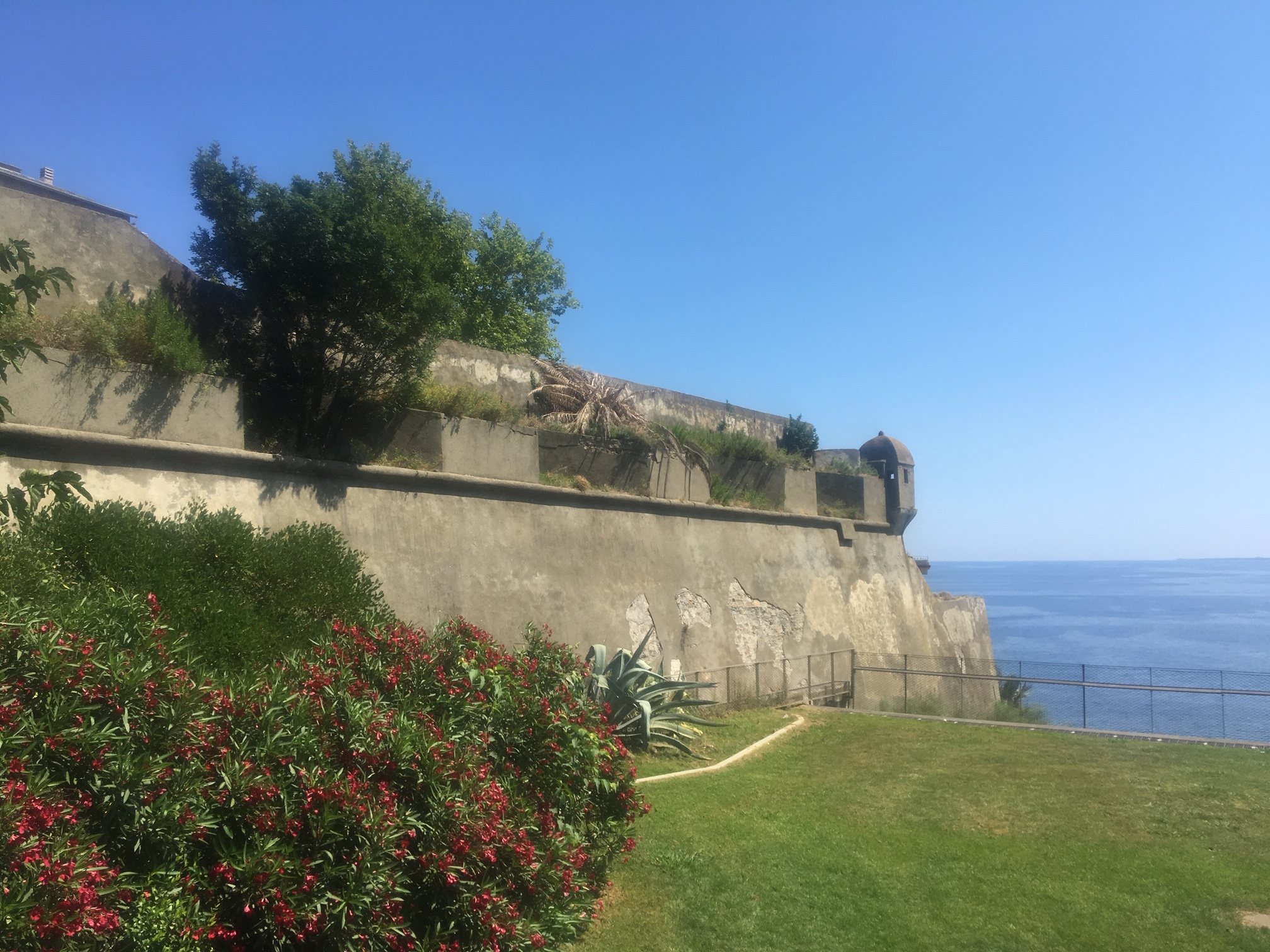
Bastione di Santa Maria
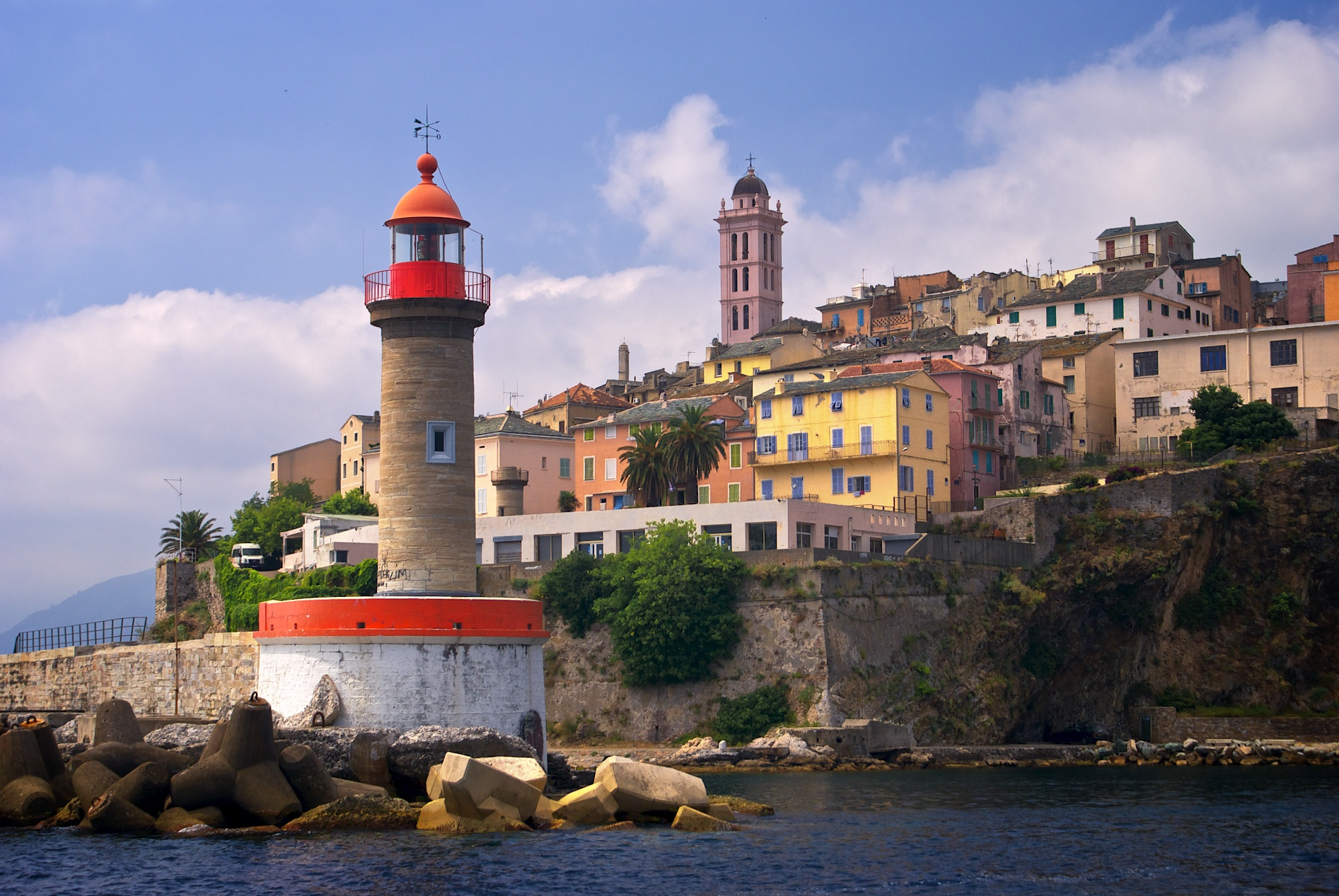
Il drago

## Altri nomi di luoghi
Nel 2010 il comune di Bastia iniziò a stabilire una toponimia bilingue corsa e francese per le strade della cittadella. I vecchi nomi furono ripristinati. Per esempio   : 
- A Pulverera (La Poudrière)
- U Giardinè (Place Guasco)
- Piazza di Corte (Place du Donjon)
- Carrughju di A Chjappa (rue Saint-Michel)
- Stretta di Calabraghe (rue de l'Esplanade)
- Carrughju di a frutta (rue de la paroisse)

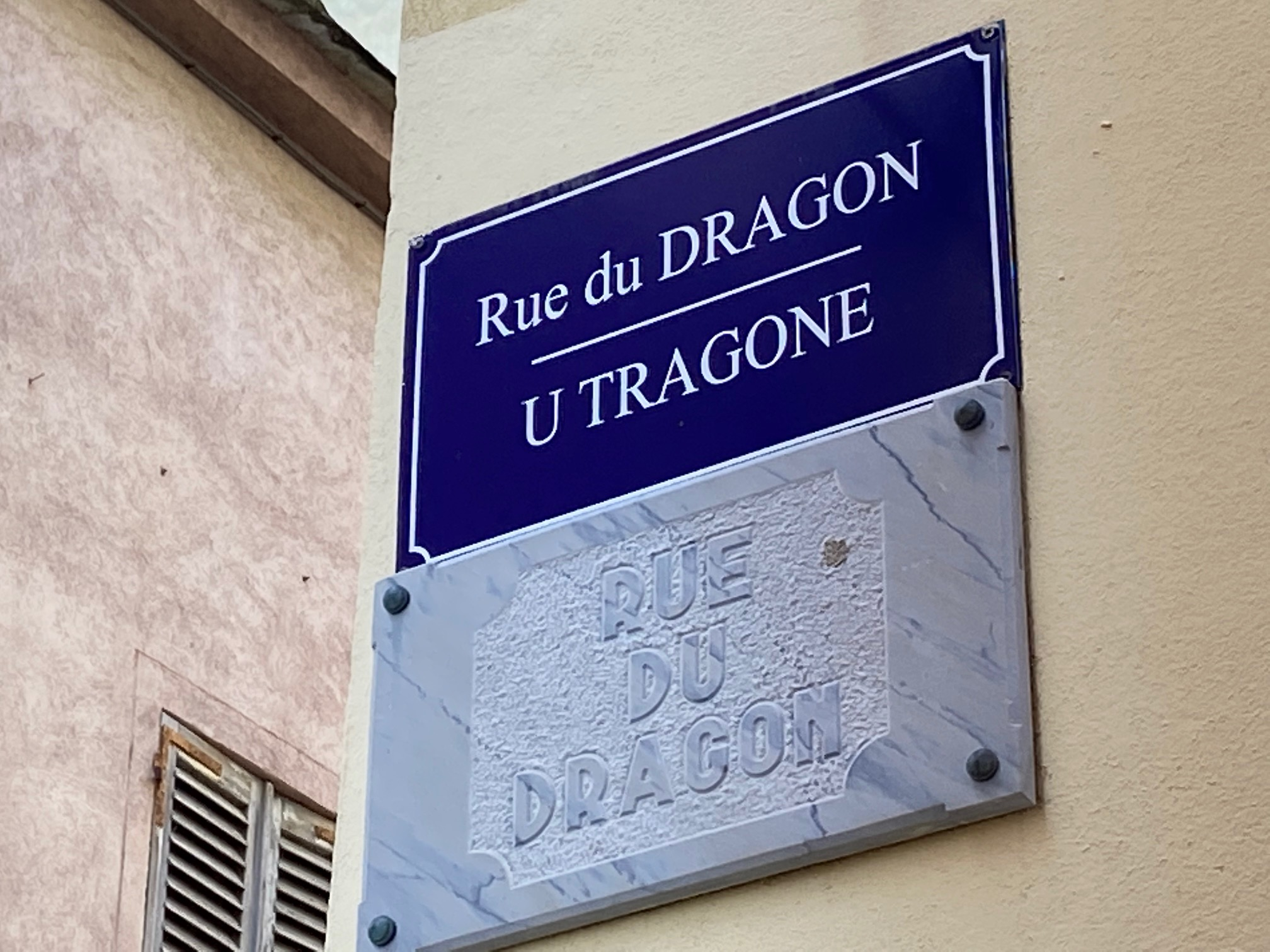
Segnali stradali bilingue nella cittadella di Bastia

- U Tragone (rue du Dragon)
- E Loghje